# Zoophilie

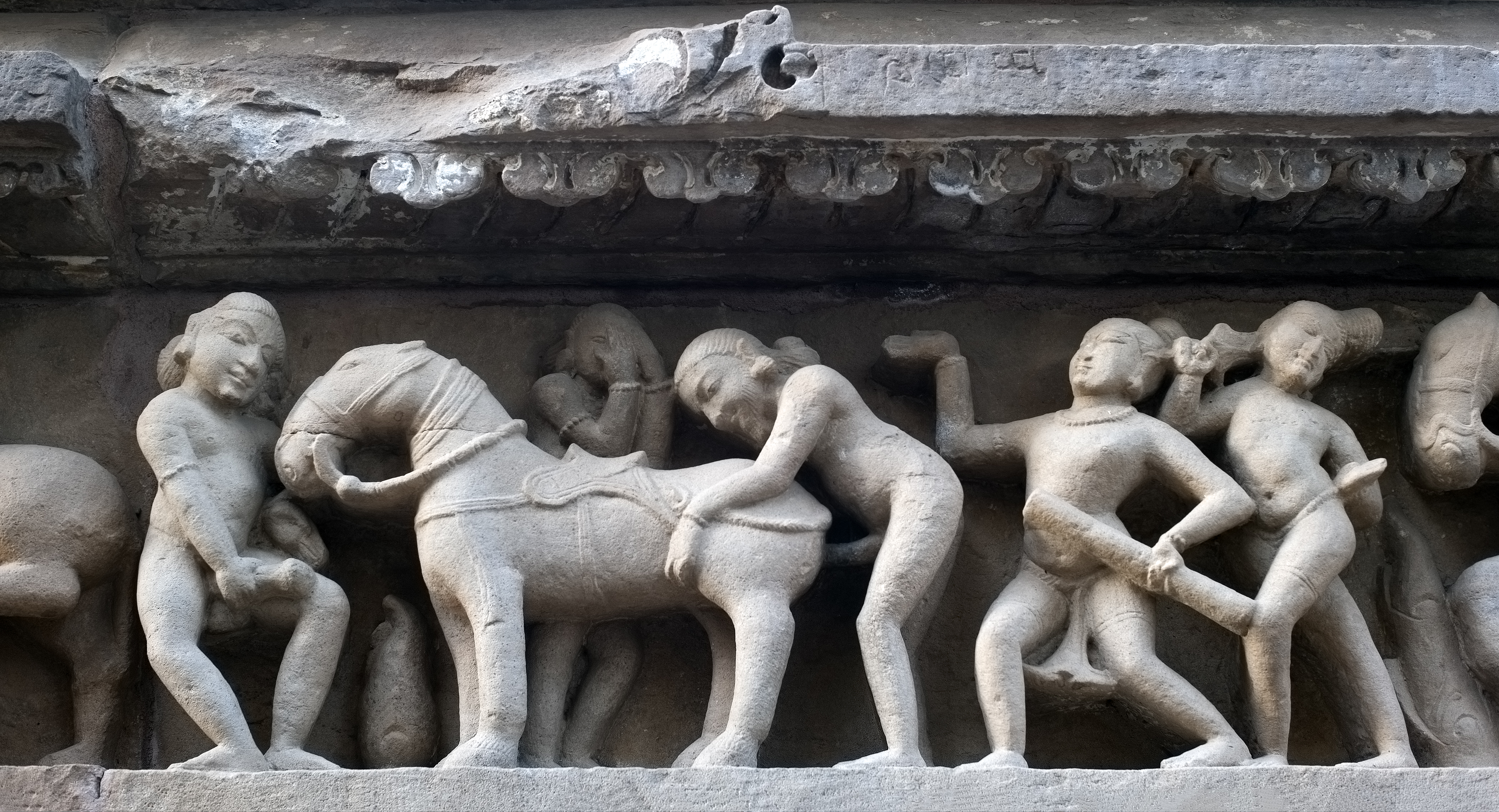
Zoophilie, Reliefdarstellung am Lakshmana-Tempel im Tempelbezirk von Khajuraho (Indien)

Zoophilie (von altgriechisch ζώον zṓon, deutsch ‚Tier, Lebewesen‘ und -philie) bezeichnet das sexuelle oder romantische Hingezogensein zu Tieren. Zoophilie kann sexuelle Handlungen beinhalten, aber auch Vorlieben, die nur sekundär, manchmal gar unbewusst, der sexuellen Befriedigung des Menschen dienen. Der Begriff wurde erstmals 1896 von dem Wiener Psychiater Richard von Krafft-Ebing in seinem Werk Psychopathia sexualis benutzt. Seit der überarbeiteten Version des DSM-III (1987) wird Zoophilie unter den nicht näher bezeichneten Paraphilien (sexuelle Abweichungen von der gesellschaftlichen Norm) aufgeführt. Zoophilie ist nach ICD-10 (F65.8) eine gestörte Sexualpräferenz. Neuere Studien zeichnen jedoch inzwischen ein differenzierteres Bild (siehe Abschnitt Debatte).
Der vordergründig ähnliche Begriff Theriophilie (altgriechisch θηρίον theríon kann gleichfalls „Tier“ bedeuten) steht für Tiere idealisierende Weltanschauungen.

## Begriffe
Die Begriffe im Wortfeld „Zoophilie“ waren und sind nicht allgemeingültig definiert. Ein Erklärungsversuch der Begriffe und ihrer Entwicklung findet sich bei Rosenbauer. Die gängigste und von Miletski und Beetz genutzte Definition lautet: „Zoophilie beschreibt eine emotionale Bindung zu einem Tier, die zu einer Bevorzugung des Tieres als Lebensgefährte und/oder Sexualpartner führt.“ Es existieren auch spezifischere Begriffe wie „Kynophilie“ als Bezeichnung für menschlich gesteuerte sexuelle Handlungen zwischen Hund und Mensch beziehungsweise die entsprechende Neigung. Im Sprachgebrauch und in der Diskussion werden Begriffe wie „Zoophilie“, „Bestiality“, „Zoosexualität“, „Zooerastie“ und das veraltete und besonders unscharfe „Sodomie“ auch ohne vorherige Klärung des Begriffsinhalts benutzt.
Drei Schlüsselbegriffe, die gewöhnlich für das Thema benutzt werden, sind „Zoophilie“, „Bestiality“ und „Zoosexualität“. Personen, die Zoophilie praktizieren, werden als „Zoophile“, „Zoosexuelle“ oder einfach als „Zoos“ bezeichnet. Zooerastie oder Sodomie sind seltener verwendete Begriffe. „Bestiosexualität“ wurde kurz diskutiert, hat sich aber nie etabliert.

### Zoophilie
Der Begriff „Zoophilie“ ist im Grunde genommen ein Euphemismus, da es sich bei Philia (altgriechisch φιλία) im Gegensatz zu Eros (gr.: ἔρως) nicht um sexuelles Verlangen, sondern um freundschaftliche Liebe handelt. Er wurde in das Feld der Sexualitätsforschung in Psychopathia sexualis (1886) von Krafft-Ebing eingeführt, der eine Anzahl seiner Fälle als „Missbrauch von Tieren (Bestialität)“ bezeichnete, und als „Zoophilia erotica“, welche er als sexuelle Affinität für tierisches Fell oder Haut definierte. Im üblichen heutigen Gebrauch bezieht sich der Begriff „Zoophilie“ auf sexuelle Aktivität zwischen Menschen und nicht-menschlichen Tieren, auf das Verlangen nach solcher Aktivität oder auf die spezifische Paraphilie (Paraphilie, sprich, die atypische Erregung), welche Menschen gegenüber eine eindeutige Präferenz von nicht-menschlichen, tierischen Sexualpartnern anzeigt. Zoophile betonen die soziale Komponente dieser Bindung. Obwohl Krafft-Ebing auch den Begriff „Zooerastie“ für die exklusiv auf nicht-menschliche Wesen gerichtete Affinität geprägt hat, wird der Begriff gewöhnlich nicht mehr verwendet.

### Zoosexualität

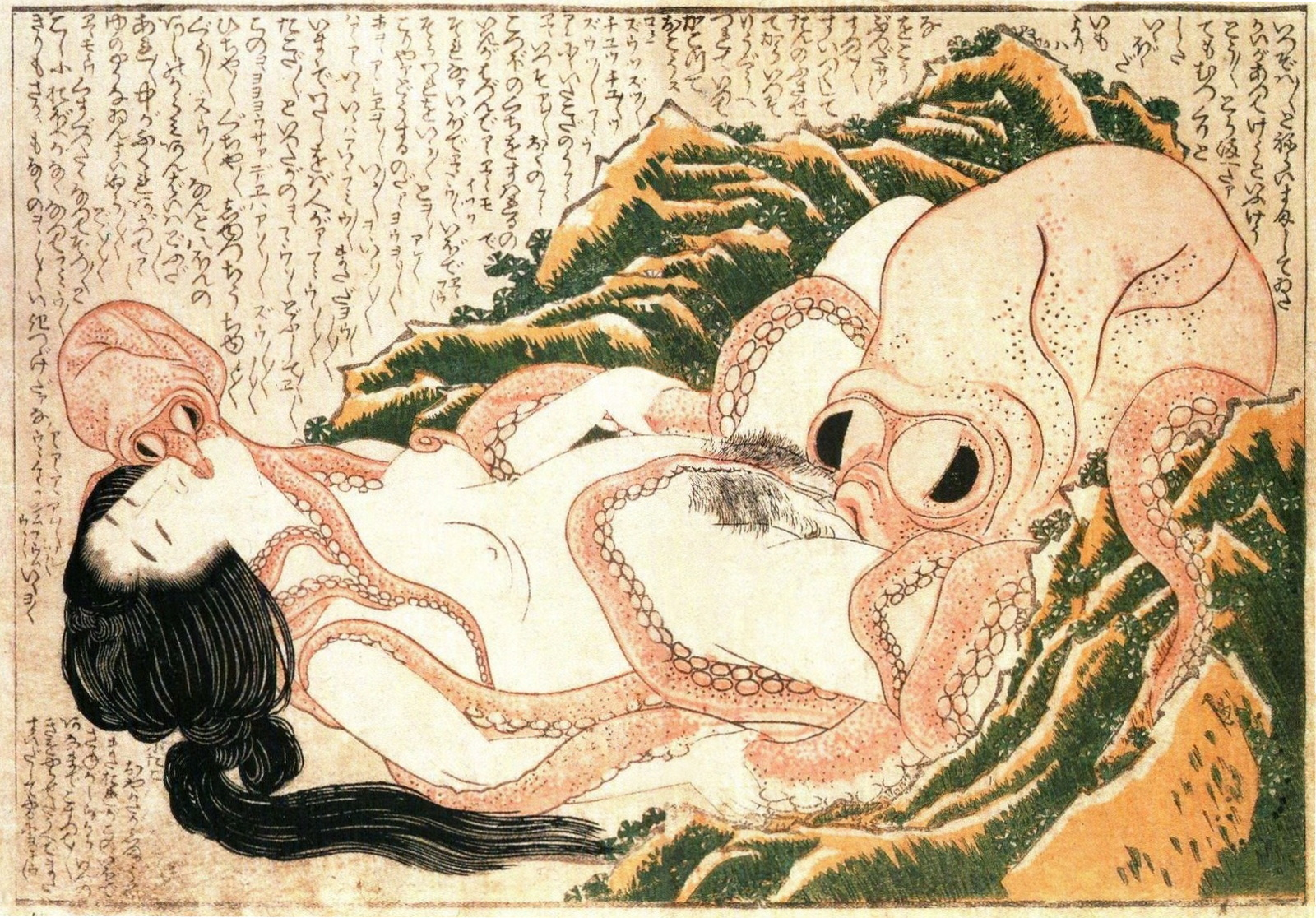
Farbholzschnitt von Katsushika Hokusai, Buchillustration, bekannt unter dem Titel Der Traum der Fischersfrau, um 1815

Der Begriff „zoosexuell“ wurde von Hani Miletski im Jahr 2002 als wertneutraler Begriff vorgeschlagen. Die Benutzung von „Zoosexueller“ als Substantiv (in Bezug auf eine Person) ist gleichbedeutend mit zoophil, während der Begriff als Adjektiv, z. B. innerhalb des Ausdrucks „zoosexueller Akt“, eine sexuelle Aktivität zwischen einem Mensch und einem nicht-menschlichen Wesen, einem Tier bezeichnen kann. Das abgeleitete Substantiv „Zoosexualität“ wird manchmal von sich selbst so bezeichnenden Zoophilen sowohl in Unterstützungsgruppen als auch in internetbasierten Diskussionsforen dazu benutzt, sich einer sexuellen Orientierung zuzuordnen, die sich durch romantische oder emotionale Involvierung oder sexuelle Affinität für Tiere auszeichnet.

### Bestiality
Der englische juristische Begriff „Bestiality“ hat zwei Aussprachen: [ˌbɛs'tiæ'lə'ti] oder [ˌbis'tiæ'lə'ti], das Letztere herrscht in den USA vor. Im Deutschen gibt es kein Wort mit gleicher Bedeutung, sodass meist das englische Wort übernommen wird. Einige Zoophile und Forscher unterscheiden zwischen „Zoophilie“ und „Bestiality“. Sie benutzen das erste, um das Verlangen nach einer sexuellen Partnerschaft mit einem Tier zu beschreiben, und das zweite, um den sexuellen Akt an sich zu beschreiben. Masters benutzte 1962 den Begriff „Bestialists“ speziell in seiner Diskussion zu Zoosadismus, welcher sich von der Befriedigung (nicht notwendigerweise sexueller Befriedigung) durch das Quälen von Tieren herleitet.
Stephanie LaFarge, eine Assistenzprofessorin der Psychiatrie an der New Jersey Medical School und Beratungsleiterin bei der ASPCA, schreibt, dass diese beiden Gruppen unterschieden werden können: „Bestialists“, welche Tiere misshandeln oder vergewaltigen, und Zoophile, welche eine emotionale und sexuelle Bindung mit einem Tier eingehen. Colin J. Williams und Martin S. Weinberg studierten sich selbst als solche bezeichnende Zoophile über das Internet und beschrieben ihr Verständnis des Begriffs „Zoophilie“ als Miteinbeziehung des tierischen Wohlergehens, der Freude und der Einvernehmlichkeit, im Gegensatz zu dem von dieser Gruppe benutzten Begriff „Bestialists“ für Personen, welche nur auf ihre eigene Befriedigung fokussiert sind. Williams and Weinberg zitierten auch eine britische Zeitung, die sagt, dass „Zoophilie“ ein Begriff ist, der von Apologeten für „Bestiality“ verwendet wird.

### Zoosadismus
Ernst Bornemann (1990, zitiert von Rosenbauer, 1997) prägte den speziellen Begriff „Zoosadismus“ für Personen, die Befriedigung – sexuell oder anderweitig – durch das Quälen von Tieren erlangen. Zoosadismus ist ein Element der Macdonald-Triade von Vorläufern des soziopathischen Verhaltens.
Zum Zoosadismus werden auch Paraphilien wie der sogenannte Crush fetish gezählt, bei dem sexuelle Erregung durch die Betrachtung von kleinen Tieren, die zerquetscht werden, erlangt wird. Es gibt in diesem Zusammenhang zahlreiche Animal Snuff-Videos, mit denen illegaler Handel betrieben wird. In Deutschland wurden in diesem Zusammenhang bereits Verurteilungen ausgesprochen und Geldstrafen verhängt.

## Auftretenshäufigkeit
Der Kinsey-Report stellte fest, dass 8 % der Männer und 3,6 % der befragten Frauen schon einmal sexuelle Interaktionen mit Tieren hatten. Bei Personen, die auf Farmen wohnten, stieg der Prozentsatz auf 40–50 %, was einige spätere Autoren bezweifeln, weil die Auswahl der Befragten nicht repräsentativ gewesen sei. Es seien überproportional viele Strafgefangene (Stichprobenverzerrung) enthalten gewesen. Martin Duberman, Kinseys Nachfolger, entfernte die Gefangenen aus den Ergebnissen und fand, dass sich dadurch keine signifikante Änderung ergab.
1974 war die Anzahl der Farmbewohner im Vergleich zu 1940 um 80 % zurückgegangen, was die Möglichkeit, mit Tieren zusammenzuleben, reduzierte; Hunts Studie von 1974 legt nahe, dass diese demographische Änderung zu einer signifikanten Änderung der angegebenen Vorkommnisse von sexuellen Kontakten zwischen Menschen und Tieren geführt hat. Der Prozentsatz der Männer, die sexuelle Interaktion mit Tieren angaben, lag 1974 bei 4,9 % (1948: 8,3 %) und bei Frauen 1,9 % (1953: 3,6 %). Miletski glaubt, dass dies nicht an einem verminderten Interesse, sondern an der verminderten Gelegenheit liegt.
Nancy Fridays Buch My Secret Garden von 1973 beschreibt ungefähr 190 Fantasien von verschiedenen Frauen; von diesen beinhalten 23 zoosexuelle Handlungen.
In einer Studie wurde herausgefunden, dass Psychiatriepatienten eine statistisch höhere Prävalenz (55 Prozent) von berichteter Zoosexualität haben (45 % tatsächliche sexuelle Kontakte, 30 % sexuelle Fantasie) als die Kontrollgruppe (10 Prozent) und das psychiatrische Personal (15 %). Crépault and Couture (1980) gaben an, dass 5,3 Prozent der Männer, die sie interviewten, von sexueller Aktivität mit einem Tier während heterosexuellem Verkehr fantasiert hatten. Eine Studie von 1982 legte nahe, dass 7,5 % von 186 Universitätsstudenten sexuell mit einem Tier interagiert haben.
Sexuelle Fantasien von zoosexuellen Handlungen können auch bei Leuten auftreten, die keinen Wunsch haben, sie im wirklichen Leben zu erfahren. Nancy Friday merkt an, dass Zoophilie als Fantasie eventuell eine Flucht vor kulturellen Erwartungen, Beschränkungen und Verurteilungen in Bezug auf Sex darstellt. Ein häufiges Interesse und sexuelle Erregung beim Betrachten von Tieren bei der Paarung zitiert Massen als einen Indikator für latente Zoophilie (1994). Masters (1962) sagt, dass einige Bordellbetreiberinnen Tiere bei der Paarung ausgestellt haben, um potentielle Kunden anzuregen; und dies habe die Kunden dazu ermutigt, sexuell mit Tieren aktiv zu werden.
Zahlreiche Studien haben herausgefunden, dass Frauen stärkere vaginale Reaktionen bei Filmen von Bonobo-Kopulationen als bei Filmen ohne sexuelle Stimuli zeigen.
Zoophile wurden beschrieben als ein Phänomen, das in vielen unterschiedlichen Gruppen auftritt: „Bei Weißen, Schwarzen, Asiaten, Mormonen, Amish, Katholiken, Atheisten, Paganen, Juden, Männern und Frauen.“
Zusätzlich wurde herausgefunden, dass Leute, die „in einer Gegend mit Tieren aufwachsen, nicht häufiger zoophil werden als Leute, die in der Stadt ohne sie aufwachsen“.

## Sichtweisen auf die Zoophilie

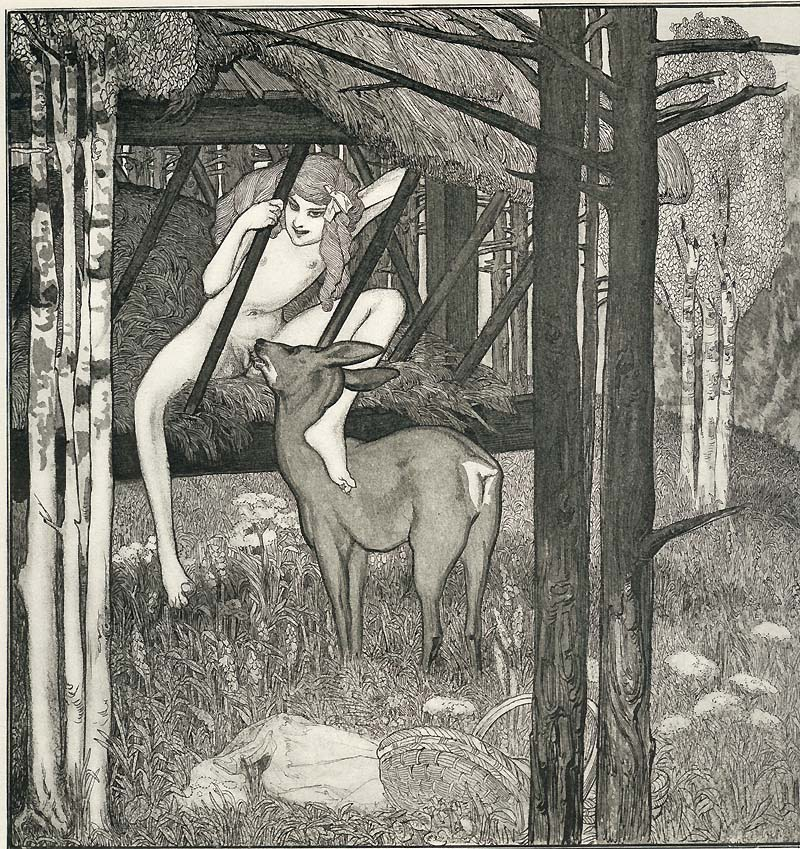
Kunst von Franz von Bayros

### Psychologische, Psychiatrische und Forschungsaspekte
Zoophilie wird innerhalb zahlreicher wissenschaftlicher Disziplinen behandelt: Psychologie (die Lehre vom menschlichen Verstand oder empirische Wissenschaft vom Erleben und Verhalten), Sexologie (eine relativ neue Disziplin, die sich vorrangig mit menschlicher Sexualität beschäftigt), Ethologie (die Lehre von tierischem Verhalten) und Anthrozoologie (die Lehre von Interaktionen und Bindungen zwischen Mensch und Tier).
Die Natur des tierischen Bewusstseins, tierische Denkvorgänge und Strukturen, tierische Selbstwahrnehmung, Wahrnehmung, Emotionen bei Tieren und ihr „Bild der Welt“ werden im Rahmen der tierischen Cognition und in verschiedenen Spezialgebieten der Neurowissenschaft erforscht, wie der Neuroethologie.
Zoophilie wird in der Klassifikation DSM-III and IV unter „nicht weiter spezifizierte Paraphilien“ geführt. Die Weltgesundheitsorganisation vertritt den gleichen Standpunkt und listet die sexuelle Präferenz für Tiere in ihrem ICD-10 als „sonstige Störungen der Sexualpräferenz“. Das DSM-IV (TR) (das Diagnostisch-Statistische Handbuch der American Psychiatric Association) beschreibt den Klienten mit Zoophilie als nicht behandlungsbedürftig, wie es auch bei den meisten anderen Paraphilien der Fall ist, sofern die Paraphilie kein Leid verursacht oder das normale Leben des Klienten beeinträchtigt.
Zoophilie betrifft auch am Rande andere Wissenschaftsbereiche wie Ethik, Philosophie, Recht, Tierrecht und Tierschutz. Auch die Soziologie beschäftigt sich damit, die deren Verhaltensmuster mit sonstigem sexuellen Missbrauch vergleicht und bei der nicht-sexuellen Zoophilie die Rolle des Tieres als Hilfe und Begleitung im menschlichen Leben untersucht, was im klinischen Kontext auch in den Bereich der Psychiatrie fällt. Das Journal of Forensic and Legal Medicine (Band 18, Februar 2011) stellt fest, dass sexueller Kontakt mit Tieren an sich fast nie ein klinisch signifikantes Problem darstellt und dass es verschiedene Ausprägungen der Zoophilie gibt:
1. Rollenspieler
2. Romantische Zoophile
3. Zoophile Phantasierer
4. Taktile Zoophile
5. Fetischistische Zoophile
6. Zoosadisten
7. Zoophile Opportunisten
8. Gewohnheitszoophile
9. Exklusive Zoophile

Außerdem wird dort erwähnt, dass die Zoophilen der Kategorien 2, 3 und 8 (romantische Zoophile, zoophile Phantasierer und Gewohnheitszoophile) am häufigsten vorkommen, während die Zoophilen der Kategorien 6 und 7 (Zoosadisten und zoophile Opportunisten) am seltensten sind.
Zoophilie kann kindliches Experimentieren sein, sexueller Missbrauch oder Mangel an anderen Möglichkeiten sexueller Betätigung. Exklusive Neigung zu Tieren und gar keine Neigung zu Menschen ist eine seltene Paraphilie, und diese Klienten weisen oft auch noch andere Paraphilien auf. Zoophile suchen normalerweise nicht nach Hilfe und fallen so den Psychiatern nicht wegen ihrer Zoophilie an sich ins Auge.
Die ersten detaillierten Studien zur Zoophilie entstanden vor 1910. Von Experten überprüfte Forschung zur Zoophilie selbst begann um 1960. Allerdings wurden einige der meistzitierten Arbeiten, wie die von Miletski, nicht in peer-reviewed Zeitschriften veröffentlicht. Es gibt einige einschlägige moderne Bücher von Masters (1962) bis Beetz (2002); deren Forschungsergebnisse ungefähr so lauten:
- Die meisten Zoophilen haben (oder hatten) auch oder sogar gleichzeitig mit den tierischen langdauernde Beziehungen mit Menschen. Die tierischen Partner sind für gewöhnlich Hunde oder Pferde (Masters, Miletski, Beetz).
- Die Gefühle und die Wertschätzung der Zoophilen für die Tiere können real, eine Partnerbindung, authentisch und im Rahmen der Fähigkeiten der Tiere gegenseitig sein. Nicht einfach nur ein Ersatz oder ein Mittel sich zu artikulieren. Beetz glaubt, dass Zoophilie keine Neigung ist, die man sich wählt.
- Allgemein ist die Gesellschaft zurzeit erheblich desinformiert, was Zoophilie, ihre Klischees und ihre Bedeutung betrifft. Die Unterscheidung zwischen Zoophilie und Zoosadismus ist ein Kernpunkt bei diesen Forschern und wird in jeder der Studien betont. Masters (1962), Miletski (1999) und Weinberg (2003) erwähnen alle den sozialen Schaden, der durch diese Missverständnisse in der Gesellschaft über Zoophilie verursacht wird: „Sie zerstören das Leben vieler Menschen“.

Beetz stellt auch folgendes fest:

„Das Tabu um sexuelle Kontakte zwischen Menschen und Tieren beginnt aufzubrechen: sie erscheinen immer öfter in wissenschaftlichen Publikationen und die Öffentlichkeit wird auch damit konfrontiert.[…] Sexuelle Kontakte mit Tieren – in Form von Zoophilie oder auch Bestiality – muss öffentlicher diskutiert und durch Wissenschaftler unterschiedlicher Fachrichtungen erforscht werden: zum Beispiel in Tierethik, Tierverhaltensforschung, Anthrozoologie, Psychologie, Mentalhygiene, Soziologie und Jura.“

In neuester Zeit hat die Forschung drei weitere Richtungen eingeschlagen – die Spekulation, dass zumindest einige Tiere eine zoophile Beziehung zu genießen scheinen (vorausgesetzt Sadismus ist ausgeschlossen), und dass sie eine gefühlsmäßige Bindung ausbilden können. Die gleichen Beobachtungen haben schon Kinsey (zitiert von Masters) und andere vor dessen Zeit gemacht. Miletski (1999) beschreibt, wie Informationen über Sex mit Tieren im Internet oft sehr nachdrücklich darstellen, was die Zoophilen glauben, dass es ihren Tieren gefällt und woran man consent erkennt. Zum Beispiel sagt Jonathan Balcombe, dass Tiere Dinge aus Spaß machen. Er sagt auch, dass das Tierbesitzer nicht besonders interessieren wird, denn die wissen das schon längst.
Beetz beschreibt das Phänomen Zoophilie/Bestiality als irgendwo zwischen Verbrechen, Paraphilie und Liebe angesiedelt, weist aber darauf hin, dass die meiste Forschung auf kriminologischen Akten beruht, so dass Gewalt und Geisteskrankheit möglicherweise überrepräsentiert sind. Sie stellt fest, dass nur sehr wenige sehr neue Arbeiten auf in der Community erhobenen Daten beruhen. Wie alle Untersuchungen an Freiwilligen, speziell wenn es um Sexualität geht, haben diese Studien die Gefahr, durch Selbstselektion nicht unvoreingenommen zu sein.
Medizinische Tests legen nahe, dass manche Zoophile nur durch bestimmte Tierarten (zum Beispiel Pferde) erregt werden können, dass manche Zoophile durch verschiedene Tierarten (inklusive Menschen oder auch nicht) erregbar sind und dass manche Zoophile von Menschen überhaupt nicht erregt werden.

### Historische und kulturelle Aspekte
Höhlenmalereien, die möglicherweise sexuelle Kontakte zwischen Menschen und Tieren darstellen, sind schon aus der Bronzezeit (Schweden) und aus der Eisenzeit (Italien) bekannt. Laut Rosenberger (1968) gehen sexuelle Mensch-Tier-Kontakte sogar mindestens bis in die letzte Eiszeit, das heißt bis 40.000 bis 25.000 v. Chr. zurück. Es gibt Lehrmeinungen, die davon ausgehen, dass es sich bei diesen Malereien nicht um tatsächliche Handlungen, sondern um Abbildungen mythologisch-tiefenpsychologischer Motive handele. Andere sehen hier den natürlichen Umgang des Schamanen mit seinem Krafttier im nichtalltäglichen Bewusstsein dargestellt.

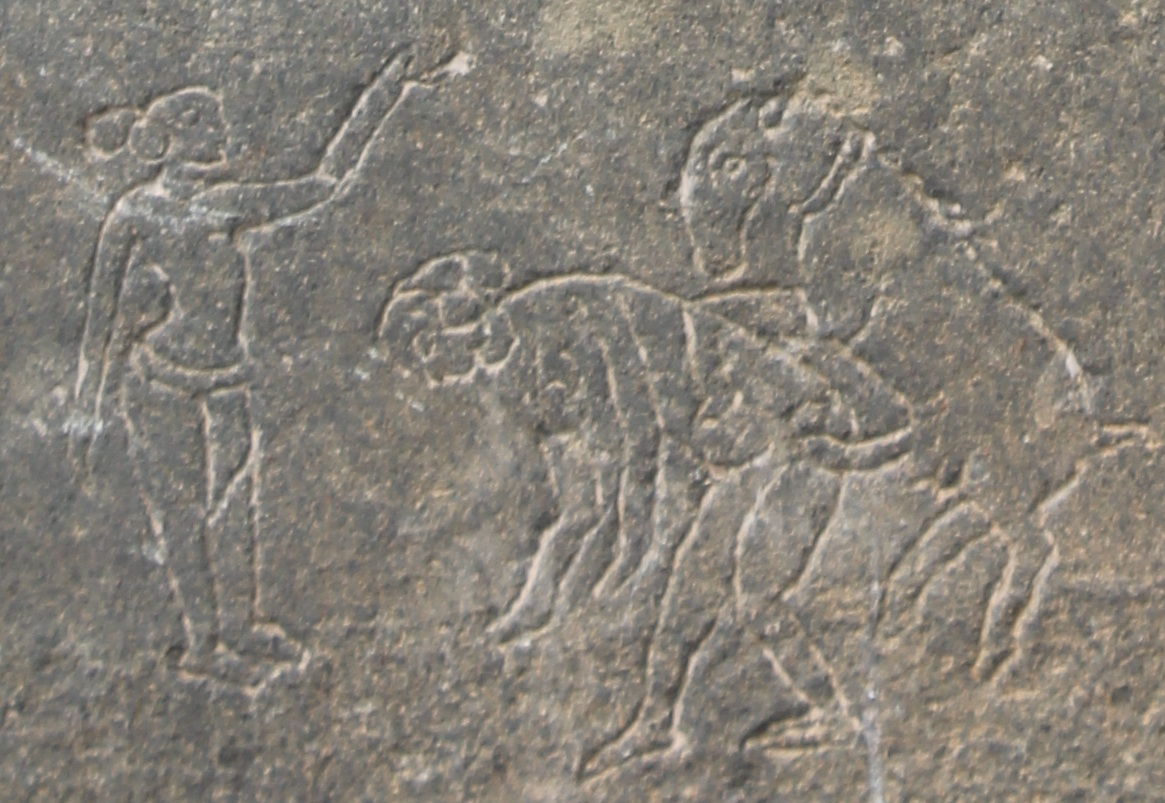
Höhlenmalereien im Kedareshvara-Tempel, Balligavi

Belege für sexuelle Kontakte zwischen Menschen und Tieren finden sich schon in der Bibel.
Im Alten Testament wird der sexuelle Verkehr mit Tieren verboten (3 Mos 18,23 ) und als todeswürdiges Verbrechen bezeichnet (2 Mos 22,18 ; 3 Mos 20,15–16 ). Diejenigen, die Zoophilie begehen, werden verflucht (5 Mos 27,21 ), d. h. Aufdeckung und Ahndung des Vergehens werden Gott überlassen.
In den hethitischen Rechtsbüchern (16. Jh. – 13. Jh. v. Chr.) sind sexuelle Handlungen mit Tieren grundsätzlich unter Strafe gestellt. Die Tatbestandsmerkmale sind in den genannten Tierarten enthalten und die Tathandlung ist unter dem Begriff „sündigen“ oder „bespringen“ subsumiert. Die jeweiligen Rechtsfolgen (Todesstrafe oder Ächtung) sind abhängig vom Urteil des Königs. Grundsätzlich todeswürdige Verbrechen stellen die Zoophilie mit Rind, Schwein, Schaf und einem Hund dar. Der Verkehr mit einem Pferd oder einem Maultier zieht hingegen als Rechtsfolge nur die Ächtung und das Verbot nach sich, ein Priesteramt zu bekleiden. Wird der aktive Akt der Kopulation (bespringen) von einem Rind oder einem Schwein an einem Menschen ausgeübt, werden das Rind und ein Schaf anstatt des Menschen getötet. In der vorgenannten Konstellation mit einem Schwein ergibt sich keine Rechtsfolge.
Auf einer Höhlenmalerei von 8000 v. Chr. in Norditalien (Val Camonica) wird ein Mann gezeigt, der ein Tier penetriert. Raymond Christinger interpretiert das als ein Zeichen der Macht des Stammeshäuptlings, und wir wissen nicht, ob diese Praktik damals akzeptiert, ob das Abgebildete gewöhnlich, ungewöhnlich, symbolisch oder imaginär war.
Das Buch Cambridge Illustrated History of Prehistoric Art meint, dass diese Szene humoristisch sein könnte, weil der penetrierende Mann scheinbar währenddessen fröhlich mit den Armen winkt. Töpfer haben scheinbar viel Zeit damit verbracht, diese Praktik darzustellen, aber es könnte auch sein, dass sie die Idee einfach amüsant fanden. Dr. „Jacobus X“, ein Pseudonym für einen französischen Autor, sagt, das sei eindeutig geschehen, „bevor uns bekannte Tabus gegen Sex mit Tieren existierten“. Marc Epprecht sagt, dass Autoren wie Dr. Jacobus X keinen Respekt verdienen, weil ihre Methoden auf Hörensagen basieren und darauf ausgerichtet sind, das voyeuristische Verlangen des Lesers zu befriedigen. Masters sagt, da prähistorische Menschen nun einmal prähistorisch sind, ist es offensichtlich, dass wir nur wenig über ihr Sexualverhalten wissen und dass Höhlenmalereien vielleicht nur die subjektiven Gedanken und Meinungen des Künstlers darstellen.
Aus der klassischen Antike sind vielfältige explizite Berichte bekannt, bei denen es sich eindeutig um sexuellen Umgang mit Tieren handelt. So wurden im alten Griechenland verschiedene Gottheiten dadurch verehrt, dass mit den Tieren, die die Gottheit symbolisierten, gewaltsamer Geschlechtsverkehr praktiziert wurde. Auch in der griechischen Mythologie spielen Mensch-Tier-Kontakte eine Rolle (siehe Minotaurus, Europa, Leda). Im alten Rom gab es Bordelle, die die Namen der Tierarten trugen, die dort für den Menschen zur Verfügung gestellt wurden.
Masters meint, dass in der Antike Zoophilie weit verbreitet war, und glaubt, dass sie oft Teil religiöser Rituale war. Er glaubt, dass dies im alten Ägypten so war und dass die zoomorphen Formen der ägyptischen Götter ein Garant dafür sind, dass sexuelle Kontakte zwischen Menschen und Tieren ein Bestandteil der Rituale waren. Zoomorphe Götterfiguren an sich sind zwar kein hinreichender Beweis, jedoch berichten Pindar, Herodot und Plutarch von rituellen Vereinigungen der Ägypter mit Ziegen. Allerdings müssen solche Behauptungen über fremde Kulturen nicht notwendigerweise bedeuten, dass der Autor dafür Beweise hat, sondern es kann sich auch um einen Ausdruck von Xenophobie oder einfach um Propaganda wie bei der Ritualmordlegende handeln.
Sexuelle Kontakte zwischen Menschen und Tieren wurden bei einigen Eingeborenenkulturen in Nordamerika und im Mittleren Osten akzeptiert. Bei einigen Indianerstämmen Amerikas (einschließlich der Hopi) war sexueller Verkehr zwischen Menschen und Tieren nicht ungewöhnlich. Voget beschreibt das Sexualleben der jungen amerikanischen Ureinwohner als „allumfassend“, einschließlich Zoophilie. Auch die Copper Inuit hatten „keine Aversion, mit lebenden Tieren zu verkehren“.
Zahlreiche Kulturen bauten Tempel (Khajuraho, Indien) oder andere Strukturen (Sagaholm, barrow, Schweden) mit zoophilen Schnitzereien auf der Außenseite. Jedoch sind diese Darstellungen bei Khajuraho nicht auf der Innenseite. Vielleicht bedeutet das, dass die Dinge der profanen Welt zugeordnet sind und nicht der spirituellen Welt und deswegen draußen gelassen werden müssen.
Im Westen werden die genauesten Aufzeichnungen von Sex zwischen Mensch und Tier mit Berichten von mörderischem Sadismus, Folter und Vergewaltigung im Kolosseum und Circus Maximus (in welchen Autoren schätzen, dass einige hunderttausend Menschen starben) assoziiert. Masters glaubt, dass Tiere speziell für den Verkehr mit Frauen trainiert wurden: Wenn das Mädchen oder die Frau unwillig waren, dann versuchten die Tiere sie zu vergewaltigen. Eine überraschende Vielfalt an Tieren wurde für diesen Zweck benutzt und auf vaginale und anale Kopulation trainiert. Darstellungen von Szenen des Sexuallebens der Götter, wie z. B. Pasiphae und der Stier waren höchst beliebt, oft endeten sie mit extremem Leiden, Verletzungen und Tod. Gelegentlich wurde gefährlicheren Tieren gestattet, (wenn gewünscht) ihre Opfer danach zu töten und zu verschlingen.
In christlich geprägten Gebieten hat von der Spätantike bis in die Neuzeit hinein weitgehend die Bibel den Umgang mit Mensch-Tier-Kontakten bestimmt. In der christlich geprägten Kultur des Mittelalters wurden zoophile Aktivitäten mit Exekution, typischerweise Verbrennung, als „sowohl Verstoß gegen biblische Gebote als auch Degradierung des Menschen als spirituelles Wesen durch das rein Tierische und Fleischliche“ geahndet, was den Tod des Tieres mit einschloss, entweder auf die gleiche Weise oder durch Erhängen des Tieres. Einige Hexen wurden beschuldigt, mit dem Teufel in Form eines Tieres zusammengekommen zu sein. Da bei allen Anschuldigungen in den Hexenprozessen die Geständnisse unter Folter erzwungen wurden, kann deren Wahrheitsgehalt nicht ermessen werden.
Schwere Strafen bis hin zu lebenslanger Haft hielten sich bis zur Mitte des 19. Jahrhunderts. Nicht selten wurden Schweinehirten fälschlich verdächtigt, weil sie durch „Aufreiten“ auf der Sau feststellten, ob diese paarungsbereit war, denn ein paarungsbereites Weibchen drückt dagegen, ein nicht paarungsbereites Weibchen geht weg. Für unkundige Außenstehende kann der Test durch den Schweinehirten wie eine Form der Zoophilie wirken.
Besonders im 18. Jahrhundert wurden Schoßhunde auch zu sexuellen Zwecken dressiert (Cunnilingus).

### Religiöse Aspekte
Zwei Verse aus Levitikus 18 (Lev 18:23: „23 Auch sollst du bei keinem Vieh liegen, dass du dich mit ihm verunreinigst. Und keine Frau soll sich vor ein Vieh stellen, um sich mit ihm einzulassen; es ist eine schändliche Befleckung!“) und 20:15–16 („15 Wenn ein Mann bei einem Tier liegt, so soll er unbedingt getötet werden, und das Tier soll man umbringen. 16 Wenn eine Frau sich irgendeinem Tier naht, um sich mit ihm einzulassen, so sollst du die Frau töten und das Tier auch; sie sollen unbedingt getötet werden; ihr Blut sei auf ihnen!“) werden von jüdischen, christlichen und muslimischen Theologen als Beleg für die Verdammung sexueller Kontakte zwischen Menschen und Tieren angeführt. Allerdings wird von einigen Experten interpretiert, dass die Lehren des Neuen Testaments solche Kontakte nicht ausdrücklich verbieten.
Im zweiten Teil seiner Summa theologica stellte der mittelalterliche Theologe Thomas von Aquin ein Ranking diverser „unnatürlicher Laster“ (Sexualakte, die der „Wollust“, aber nicht der Fortpflanzung dienten) nach dem Grad der Sündhaftigkeit auf und schloss, dass die schwerste Sünde die der Bestialität sei. Manche christlichen Theologen erweitern die Ansicht des Matthäus, dass selbst der Gedanke an Ehebruch schon eine Sünde sei, um zu schließen, dass auch der Gedanke an den sexuellen Akt mit einem Tier eine Sünde sei.

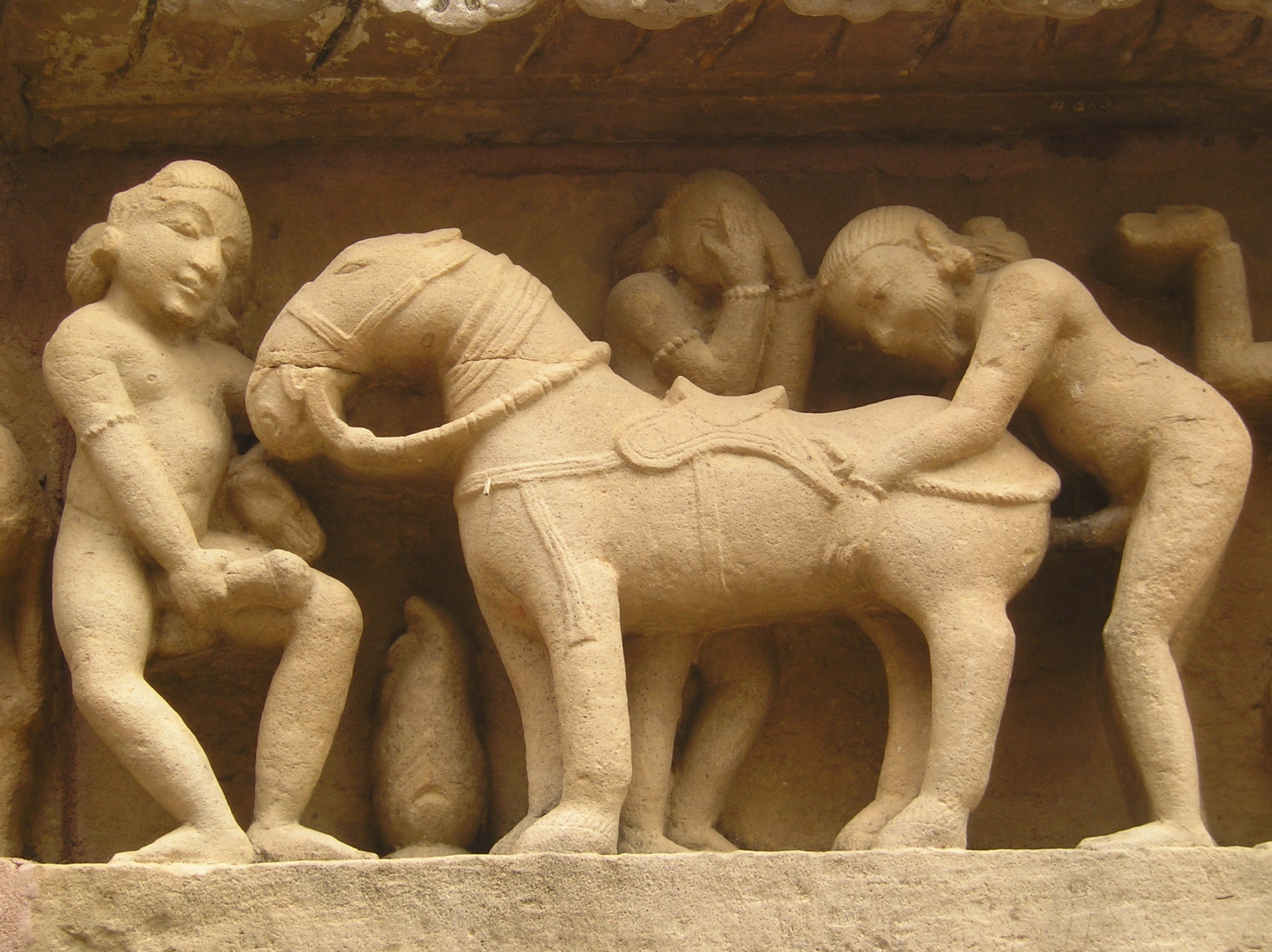
Mann hat Verkehr mit einem Pferd, Relief auf der Außenwand eines Tempels in Khajuraho

Es gibt einige wenige Hinweise in Hindu-Schriften auf übernatürliche Wesen, die symbolischen Sex mit Tieren haben, so wie es auf der Außenseite des Tempelkomplexes in Khajuraho in den Skulpturen der „Lebenswege“ normaler Menschen in tausenden detaillierten Darstellungen gezeigt wird. Diese Darstellungen sind eher symbolische Illustrationen der sexuellen Aspekte mancher Tiere und nicht so gemeint, wie sie scheinen. Nach der hinduistischen Tradition erotischer Bilder und Skulpturen ist Sex mit einem Tier ein Symbol für die Vereinigung eines Menschen mit einem in einen tierischen Körper inkarnierten Gott. Immerhin führt nach Hinduschriften, wie dem Bhagavatapurana und dem Devi Bhagavata, der Sex mit Tieren, speziell mit Kühen, direkt in die Hölle, wo der Mensch gemartert wird, indem man seinen Körper über Bäume mit rasiermesserscharfen Stacheln reibt.

### Gesundheit und Sicherheit
Von Tieren auf Menschen übertragbare Infektionen nennt man Zoonosen. Manche Zoonosen können bereits durch einfachen Kontakt übertragen werden, andere werden weitaus eher durch Aktivitäten übertragen, bei denen der Mensch mit dem Samen, Vaginalflüssigkeiten, Urin, Speichel, Kot und Tierblut in Kontakt kommt. Beispiele für Zoonosen sind Brucellose, Q-Fieber, Leptospirose und Toxocariasis. Daher ist der sexuelle Kontakt zu Tieren in einigen Fällen eine sehr riskante Aktivität. Allergische Reaktionen auf tierischen Samen treten gelegentlich auf, einschließlich Anaphylaxie. Auch Biss- und Kratzwunden sowie Verletzungen durch Penetration können entstehen.

## Zoophile

### Nicht-sexuelle Zoophilie
Die Liebe zum Tier/zu Tieren ist nicht notwendigerweise sexueller Natur. In der Psychologie und Soziologie wird das Wort „Zoophilie“ oftmals ohne sexuelle Implikation genutzt. Tieren zugetan zu sein, besonders Haustieren, ist in der westlichen Gesellschaft generell akzeptiert und im Normalfall toleriert und respektiert. Das Wort Zoophilie jedoch bezeichnet zumeist auch eine sexuelle Präferenz Tieren gegenüber, welche es zu einer Paraphilie macht. Manche Zoophile leben diese sexuelle Anziehung nicht aus. Menschen, die sich selber als Zoophile sehen, fühlen oftmals eine eher romantische denn sexuelle Verbindung zum Tier und führen an, dass sie dies von jenen abhebt, die nur am gänzlich sexuell motivierten Akt der „Bestiality“ interessiert sind.

### Zoophile Gemeinschaft

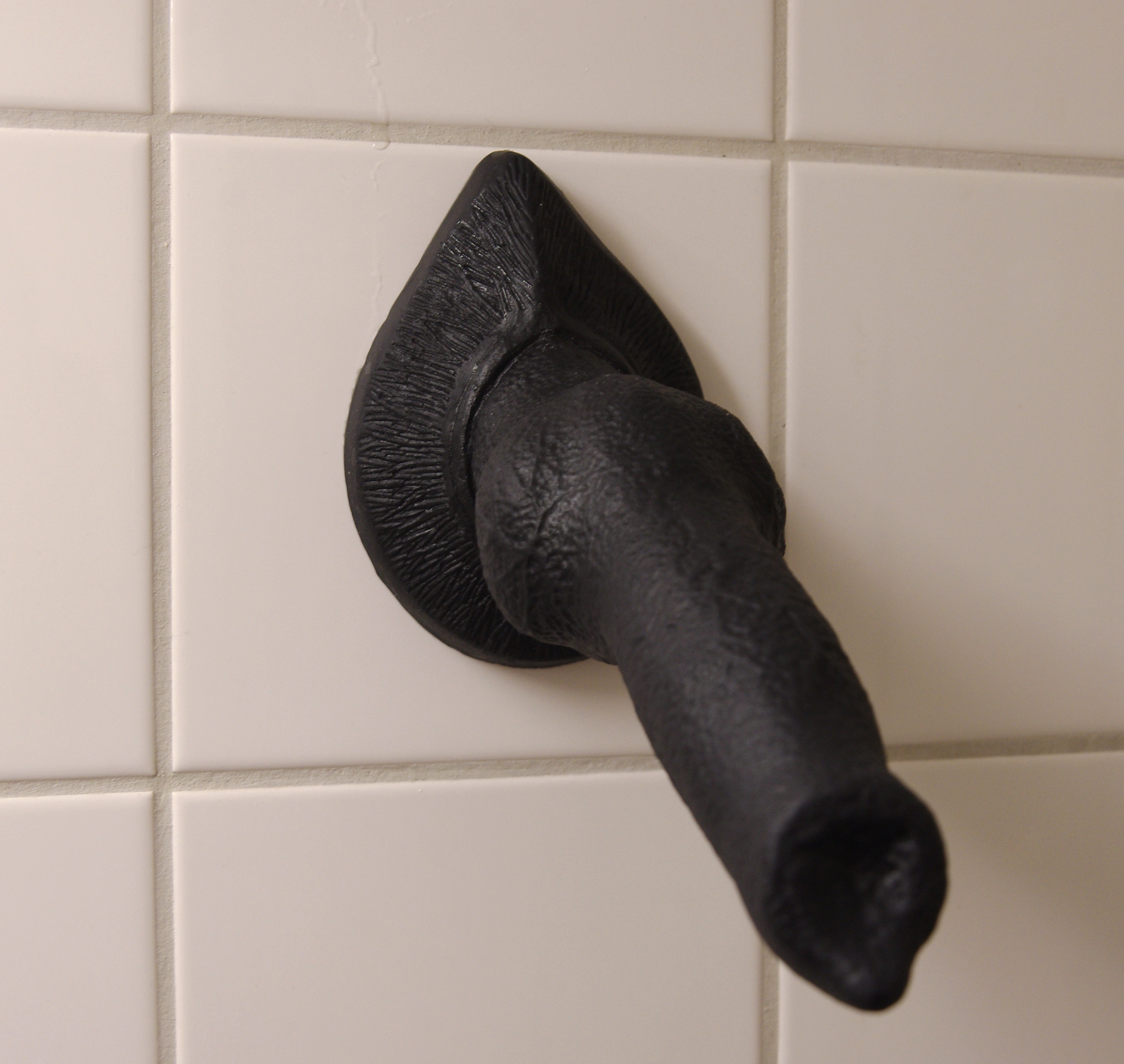
Einige Unternehmen bieten Dildos in der Form tierischer Penisse an, sowohl realistischer als auch fiktiver Natur. Dieser basiert auf einem Hundepenis.

Eine Online-Umfrage mit Teilnehmern aus der ganzen Welt ergab, dass vor dem Aufkommen eines umfassenden Computer-Netzwerks die meisten Zoophilen keinen Kontakt zu anderen Zoophilen hatten und ihre Neigungen und Handlungen geheim hielten. Nur wenigen Freunden, Familienmitgliedern oder ihren Partnern vertrauten sie sich manchmal an. Das Internet und dessen Vorgänger ermöglichte Menschen die Suche nach Informationen zu Themen, die ansonsten nicht einfach zugänglich waren, und machte es auch möglich, mit relativer Sicherheit und Anonymität zu kommunizieren. Aufgrund der tagebuchartigen Intimität von Blogs und der Anonymität des Internets konnten die Zoophilen ihre Sexualität „offen“ ansprechen. Wie auch bei anderen alternativen Lebensstilen bildeten sich größere Netzwerke um die 1980er Jahre, als die Teilnahme an Online-Communitys zu Hause oder an anderen Orten möglich wurde. Solche Entwicklungen im Allgemeinen wurden 1990 von Markoff beschrieben; das Verbinden von Computern bedeutete, dass Tausende von Meilen entfernte Menschen die gleiche Intimität spüren können, als wären sie gemeinsam in einem kleinen Dorf.
Der populären Newsgroup alt.sex.beastiality wurde nachgesagt, in den Top 1 % der nachgefragtesten Newsgroups zu sein (also etwa Platz 50 von ungefähr 5.000 aktiven Gruppen), und sie begann angeblich als witzig gemeinte Newsgroup. Zusammen mit persönlichen Internetforen und Talkern, von denen besonders erwähnenswert vor allem Sleepy’s multiple worlds, Lintilla sowie Planes of Existence sind, die in den späten 1980ern und frühen 1990ern zu den ersten Gruppen-Medien dieser Art für Zoophile gehörten. Diese Gruppen zogen rasch Zoophile an, von denen einige ebenfalls persönliche und Gemeinschafts-Webseiten und Internetforen erstellten. Um 1992–1994 hatte sich das soziale Netz weiterentwickelt. Zu Beginn drehte sich noch alles um die oben genannte Newsgroup, alt.sex.beastiality, die sich während der Jahre nach 1990 zu einer Diskussions- und Unterstützungsgruppe entwickelte. Die Newsgroup beinhaltete Informationen über relevante Gesundheitstipps, Gesetze hinsichtlich Zoophilie, einer Bibliographie zu dem Thema, sowie Gemeinschafts-Events.
Weinberg und Williams beobachten, dass das Internet eine erstaunlich große Menge an Menschen sozial integrieren kann. In den Zeiten von Kinsey waren Kontakte zwischen Tierliebhabern weitaus lokaler und auf männliche Landbewohner einer Region beschränkt. Da die Farmjungen, die Kinsey untersuchte, Teil einer ländlichen Gemeinschaft waren, in welcher Sex mit Tieren eine Rolle spielte, beschreibt dieser Sex nicht die zoophile Gemeinschaft im Allgemeinen. Die zoophile Gemeinschaft ist unter den Subkulturen, die Gebrauch vom Internet machen, nicht als besonders große bekannt, daher nahmen Weinberg und Williams an, dass ihre Ziele und ihre Gedanken sich wahrscheinlich wenig ändern würden während die Gemeinschaft wuchs.
Den Aktivisten im Internet war sicher das Bestehen einer größeren Subkultur nicht bewusst, denn die gibt es so gut wie nicht. Weinberg und Williams gingen daher davon aus, dass die virtuelle Gruppe der Zoophilen im Internet die Weiterentwicklung der Subkultur prägen würde.
Ebenso existieren Webseiten, deren Ziel es ist, Zoophilen Unterstützung und soziale Hilfe (einschließlich Mitteln, um misshandelten Tieren zu helfen und sie zu retten) zu leisten, jedoch sind diese für gewöhnlich nicht sonderlich bekannt. Solche Arbeit wird oft von Einzelpersonen und deren Freunden übernommen und durch soziale Netzwerke und Mundpropaganda verbreitet. Ein bemerkenswert früher Versuch, eine zoophile soziale Struktur zu schaffen, die sich auf den sozialen und psychologischen Support spezialisierte, war die Newsgroup soc.support.zoophilia, welche 1994 vorgeschlagen wurde, aber um ein Haar an der benötigten 2/3-Mehrheit scheiterte. Auch gab es eine deutsche Unterstützungsgruppe außerhalb des Internets mit dem Namen „Interessengemeinschaft Zoophiler Menschen“.
Zoophile erleben ihre ersten zoosexuellen Erlebnisse oftmals während der Pubertät und neigen dazu, diese geheim zu halten, was die Bildung von Gemeinschaften außerhalb des Internets behindert:

„Ich fragte ihn [einen Zoophilen] wann er zum ersten Mal bemerkte, zoophil zu sein. ‚Als Kind bemerkst du noch nichts von der sexuellen Anziehung,‘ sagte er. ‚Aber ich habe mich immer sehr für Tiere interessiert, das hat etwa im Alter von 10 Jahren begonnen. Es ging über meine normale Zuneigung zu unserem Hund hinaus, dazu kam dann auch die Entdeckung meiner Sexualität. Er ist männlich, ich bin männlich. Ich wollte ihm etwas Freude verschaffen.‘ Seine Anziehung zu Hunden wurde im Teenageralter noch stärker und steigerte sich nochmals als er 20+ wurde. ‚Viele Jahre lang dachte ich, ich wäre der einzige, der so etwas tut,‘ sagt James. ‚Ich fühlte mich, als wäre da niemand, mit dem ich darüber reden könnte. Ich war mir aber völlig sicher, dass ich meinen Eltern oder Freunden nichts davon erzählen konnte,‘ […] ‚Das ist kein Fetisch,‘ meinte James über diese Anziehung. ‚Es ist eine Lebensart, ein Lifestyle.‘“

## Rechtliches

### Deutschland

#### Aktuelle Situation
In Deutschland ist es seit 13. Juli 2013 verboten, „ein Tier für eigene sexuelle Handlungen zu nutzen oder für sexuelle Handlungen Dritter abzurichten oder zur Verfügung zu stellen und dadurch zu artwidrigem Verhalten zu zwingen.“ (§ 3 Satz 1 Nr. 13 Tierschutzgesetz). Ein Verstoß wird als Ordnungswidrigkeit verfolgt (§ 18 Absatz 1 Nr. 4 Tierschutzgesetz).
Am 8. Dezember 2015 lehnte das Bundesverfassungsgericht eine Beschwerde gegen den § 3 Satz 1 Nr. 13 des Tierschutzgesetzes ab. In der Begründung stellte es klar, das im Tierschutzgesetz verankerte Verbot greife nur dann, wenn das Tier zu einem artwidrigen Verhalten gezwungen werde. Des Weiteren wurde der Begriff des „Zwingens“ genauer spezifiziert und erfordere demnach entweder die Anwendung von körperlicher Gewalt oder „ein Verhalten […], welches mit der Anwendung von körperlicher Gewalt vergleichbar“ sei. Geschlechtsverkehr zwischen Mensch und Tier ist daher in Deutschland nicht generell, sondern nur bedingt verboten.
Einem Verein, der unter anderem für Sex mit Tieren werben will, verweigerte das Gericht 2012 den Eintrag in das Vereinsregister, da der beabsichtigte Vereinszweck sittenwidrig sei. Eine Beschwerde dagegen blieb erfolglos.

#### Geschichte
Die Constitutio Criminalis Carolina von 1532 sah in Artikel 116 die Todesstrafe durch Verbrennung (Scheiterhaufen) vor. Später bestanden in den deutschen Ländern unterschiedliche Strafgesetze, die nicht alle Sodomie unter Strafe stellten.

Sexuelle Kontakte zwischen Tieren und Menschen waren in Deutschland seit 1871 durch § 175 Strafgesetzbuch verboten. 1935 wurde das Verbot der Unzucht mit Tieren in § 175b verschoben: 
 In der DDR wurde in der Fassung des § 175 von 1949 die Strafbarkeit zunächst beibehalten, 1968 durch Einführung des Strafgesetzbuchs (DDR) abgeschafft. In der Bundesrepublik Deutschland wurde § 175b durch die Große Strafrechtsreform 1969 aufgehoben. Danach kam unter Umständen eine Bestrafung wegen Tierquälerei, bei einem fremden Tier ggf. die Strafbarkeit einer Sachbeschädigung (§ 303) in Frage.
Im April 2010 forderte die seinerzeitige hessische Umweltministerin, Silke Lautenschläger, dass Zoophilie wieder unter Strafe gestellt werden müsse. Im Rahmen einer 2012 anstehenden Novellierung des Tierschutzgesetzes regte der deutsche Bundesrat in einer Stellungnahme an, zu prüfen, ob ein Verbot der Sodomie im Tierschutzgesetz verankert werden könne. Die zuständigen Ausschüsse des Bundesrates sahen sowohl das ihrer Meinung nach schützenswerte tierische Wohlbefinden als auch die artgerechte Selbstentfaltung durch derartige Handlungen verletzt. Außerdem bestünde eine Regelungslücke, da zwar die Verbreitung von Tierpornografie strafbar sei, nicht aber die Handlung an sich. Im Übrigen zeichne sich in Deutschland das Aufkommen von Tierbordellen ab, dem rechtzeitig entgegengewirkt werden müsse.
In einer Stellungnahme für den Bundestag sah der Einzelsachverständige Thorsten Gerdes hingegen in diesem Punkt keinen Handlungsbedarf. Seiner Ansicht nach handelt es sich bei dem Vorstoß eher um den Versuch, von der Norm abweichendes Sexualverhalten über die Hintertür zu sanktionieren. Er verwies darauf, dass unter den damit befassten Wissenschaftlern Einigkeit darüber bestehe, dass Sozialmoral nicht auf dem Wege des Strafrechtes durchgesetzt werden könne, und von diesen bisher auch nicht gefordert wurde, dass Zoophilie wieder strafbar werden solle. Die postulierte Etablierung von Tierbordellen hält er für ein „eher theoretisches Szenario“.
Eine Recherche der Badischen Zeitung vom September 2012 kam zu dem Ergebnis, dass es keine Nachweise über die Existenz von Tierbordellen gäbe. Auch dem Deutschen Tierschutzbund seien solche Einrichtungen nicht bekannt. Die Behauptung, es gäbe solche Tierbordelle in skandinavischen Ländern, gehe lediglich auf eine Meldung in der Zeitung 24timer, einem in Dänemark gratis verteilten Blatt, zurück.
Im November 2012 brachte die Koalition unter Druck von Hans-Michael Goldmann (FDP) einen Gesetzesentwurf ein, welcher jegliche sexuell motivierte Handlung an oder mit Tieren verboten hätte. Im Dezember 2012 verabschiedete der Deutsche Bundestag eine Reform des Tierschutzgesetzes, das unter anderem die Ordnungswidrigkeit von sexuellen Handlungen vorsieht und am 13. Juli 2013 in Kraft trat (§ 3 Satz 1 Nummer 13, siehe oben).

### Österreich

#### Aktuelle Situation
Österreich bestraft den Vollzug von geschlechtlichen Handlungen an oder mit einem Tier seit 2010 gemäß § 5 Absatz und 2 Nr. 17 i. V. m. § 38 Tierschutzgesetz.

#### Geschichte
Bis 1971 war die Unzucht mit Tieren in § 129 lit. a Strafgesetz unter Strafe gestellt. Mit dessen Aufhebung wurde eine neue Strafbestimmung gegen die Werbung für die Unzucht mit Tieren in § 517 eingeführt. Dieses Werbeverbot wurde 1975 in § 220 des neuen Strafgesetzbuchs übernommen und 1996 in § 220a StGB verschoben. Das Werbeverbot wurde 2015 aufgehoben.

### Schweiz
In der Schweiz sind sexuell motivierte Handlungen mit Tieren seit September 2008 ausdrücklich untersagt (Art. 16 Abs. 2 lit. j TSchV); damit wurde die Strafbarkeit in der Schweiz wiederhergestellt. Das Verbot basiert auf dem Konzept der Tierwürde, das dem Schweizer Tierschutzgesetz seit 2008 zugrunde liegt.

### Frankreich

#### Aktuelle Situation
Das Gesetz 2004-204 vom 9. März 2004 zur Anpassung der Rechtslage an die Fortentwicklung der Kriminalität hat die Präzisierung „oder sexueller Natur“ in Article 521-1 des code pénal eingefügt. Dort steht jetzt, dass derjenige, der

„öffentlich oder nicht, ein Tier schwer ‚oder sexuell missbraucht‘ oder grausame Handlungen an einem Heim-, Nutz- oder in Gefangenschaft gehaltenen Tier verübt, mit zwei Jahren Haft und 30.000 Euro Geldstrafe.“

bestraft wird (aus Artikel 132-19 ergibt sich, dass es sich bei den vorgenannten Strafen um die Höchststrafen handelt). Im Rahmen der ergänzenden Bestrafung kann ein lebenslanges oder befristetes Tierhaltungsverbot ausgesprochen werden. Die Gesetzesänderung wurde von der Nationalversammlung und vom Senat einstimmig angenommen. Der Cour de cassation (entspricht in etwa dem Bundesgerichtshof) hat am 4. September 2007 ein Urteil vom 27. Januar 2006 bestätigt, das eine Person zu einem Jahr auf Bewährung und einem lebenslangen Tierhalteverbot verurteilte, weil diese Person Analverkehr mit ihrem Pony hatte.

#### Geschichte
In Frankreich hatte das Strafgesetzbuch von 1791 die Strafbarkeit der Sodomie abgeschafft, folgte damit der Linie der klassischen Strafrechtler (Beccaria, Bentham …) und ging damit völlig mit der Deklaration von 1789 konform, dass die Freiheit darin besteht, dass jeder machen kann, was er will, so lange das keinem anderen schadet (Art. 4). Die Säkularisation des Rechts und die liberalen Gedanken der Revolutionäre haben dazu geführt, dass Homosexualität und Zoophilie straflos gestellt wurden. Napoléon hat in seinem Strafgesetzbuch von 1810 diese Straflosigkeitstellung bestätigt. Während des 19. und 20. Jahrhunderts konnte die Strafrechtssprechung gewalttätige sexuelle Akte am Tier auf der Grundlage grausamer oder schlechter Behandlung eines Heim- oder Nutztieres verurteilen. Bis März 2004 gab es kein Gesetz gegen sexuelle Kontakte zwischen Mensch und Tier, außer in den Fällen, wo das Tier schwere Leiden dadurch erdulden musste.

### USA
In den USA gibt es ein Bundesgesetz gegen Zoophilie nur für Soldaten, da das Strafrecht grundsätzlich in die Kompetenz der Bundesstaaten fällt.
Früher fiel sie in vielen Bundesstaaten unter allgemeinere Regelungen (siehe Chronologie der Sodomiegesetze in den Vereinigten Staaten). Da Strafvorschriften gegen Anal- und Oralverkehr zwischen Menschen 2003 für verfassungswidrig erklärt wurden (siehe Lawrence v. Texas), ging man in manchen Bundesstaaten davon aus, dass auch Zoophilie nicht mehr illegal sei. Viele Staaten führten daraufhin ausdrückliche Verbote zoophiler Handlungen ein.
Heute (Stand 2024) sind sexuelle Handlungen mit Tieren in 26 Bundesstaaten ein Verbrechen, in 23 ein Vergehen. Nur in West Virginia sind sie straflos.
Im US-Territorium Puerto Rico ist Zoophilie ein Verbrechen.

### Andere Länder
In Äthiopien sind zoosexuelle Handlungen illegal und werden gesetzlich bestraft („punie par la loi“).
In Australien gehören Gesetze gegen Tierquälerei zur nationalen Gesetzgebung. Bis 2011 wurden zoosexuelle Beziehungen in Canberra und Jervis Bay Territory als legal angesehen. Mittlerweile sind zoosexuelle Handlungen durch das Bundesgesetz verboten, jedoch kann jeder Teilstaat diese Gesetzgebung außer Kraft setzen, wenn er das möchte.
In Dänemark sind sexuelle Handlungen mit Tieren seit April 2015 illegal. Bis zur Verabschiedung des Gesetzes war Zoophilie in Dänemark als legale Handlung eingestuft, solange das Tier keinen Schaden davon trug. Aktivisten kritisierten diese Ausarbeitung jedoch, da eine Beweisaufnahme für das Wohl oder Leid der Tiere hierbei schwerfällt. Durch das vorherige Gesetz stieg außerdem der „Sextourismus“ mit Tieren.
Die Strafen gehen von einem Jahr Gefängnis für Ersttäter bis zu zwei Jahren für Wiederholungstäter.
In Finnland sind zoosexuelle Handlungen legal, sofern dem Tier keine körperliche Verletzung zugefügt wird; ein vorhandenes Verbot wurde 1971 aufgehoben.
In Ghana sind sie illegal. Die „widernatürliche fleischliche Erkenntnis“ ist gemäß dem ghanaischen Strafgesetzbuch nicht erlaubt.
In Indien sind zoosexuelle Handlungen illegal (Artikel 377 des indischen Strafgesetzbuches).
In Japan sind zoosexuelle Handlungen legal.
In Kanada verbietet Artikel 160 (1) Strafgesetzbuch, Teil 5, sexuelle Kontakte zwischen Mensch und Tier.
In Mexiko sind zoosexuelle Handlungen legal.
In Neuseeland wurde in dem Gesetzesvorschlag zur Strafrechtsreform 1989 erwogen, zoosexuelle Handlungen als Straftatbestand abzuschaffen und sie als Geisteskrankheit anzusehen, aber man tat es dann doch nicht, und so können auch heute noch Menschen deswegen verfolgt werden. Nach Sektion 143 des Strafgesetzes von 1961 können Personen zu bis zu 7 Jahren für „Tiermissbrauch“ verurteilt werden und das Verbrechen wird als vollendet angesehen, wenn eine Penetration erfolgt ist.
In den Niederlanden sind zoosexuelle Handlungen seit 2010 illegal.
In Norwegen sind sie illegal. Ein entsprechendes Gesetz trat im November 2008 in Kraft.
In Sambia sind zoosexuelle Handlungen illegal. Artikel 115 des Strafgesetzbuches verbietet „Akte gegen die Natur“, speziell „Geschlechtsverkehr mit einem Tier“.
In Schweden drückte 2005 die schwedische Tierschutzgesellschaft der Regierung gegenüber ihre Besorgnis über das Ansteigen der Berichte über Pferderipper-Vorfälle aus. Die Gesellschaft vertrat die Ansicht, dass die vorhandene Gesetzgebung nicht mehr ausreichte, die Tiere wirksam zu schützen, und eigentlich verschärft werden müsste, dass es jedoch unter Abwägung aller Umstände nicht für ein Verbot reichen würde.
In Spanien gibt es kein spezielles Gesetz gegen sexuelle Handlungen zwischen Mensch und Tier, jedoch Gesetze gegen Tierquälerei.
Manche Länder hatten einst Gesetze gegen das Zusammenleben einzelner Männer mit weiblichen Tieren wie Alpakas. Geschlechtsverkehr mit einem Alpaka ist in Peru auch heute noch ungesetzlich.
In Ungarn sind zoosexuelle Handlungen legal, sofern dem Tier kein physischer Schaden zugefügt wird.
Im Vereinigten Königreich verbietet ein 2003 in Kraft getretenes Gesetz über Sexualverbrechen die anale oder vaginale Penetration eines lebenden Tieres durch einen Menschen, genauso wie das Einführen des Penis eines lebenden Tieres in After oder Vagina eines Menschen. Wer dagegen verstößt, dem droht eine Gefängnisstrafe von höchstens zwei Jahren.

### Pornographie

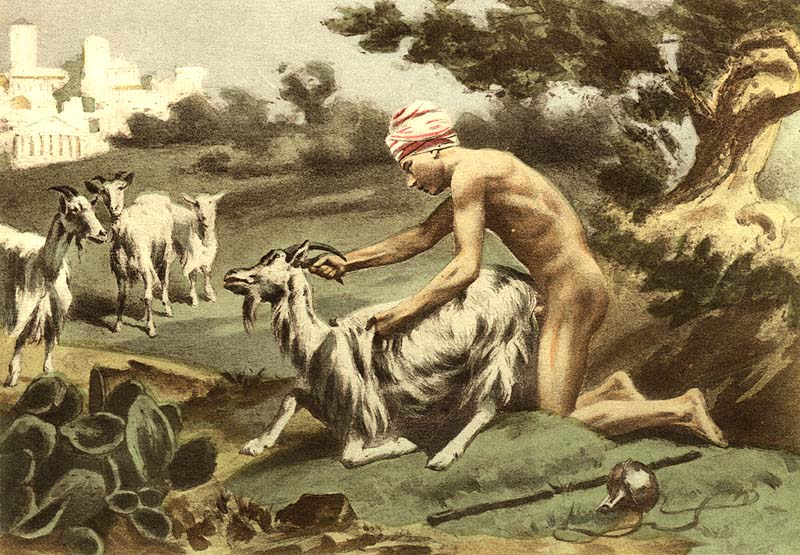
Griechischer Hirte verkehrt mit einer Ziege, aus De Figuris Veneris von Friedrich Karl Forberg, illustriert von Édouard-Henri Avril

Tierpornografie ist gemeinhin illegal, selbst in Ländern, in denen sexueller Kontakt mit Tieren nicht ausdrücklich verboten ist.
In den Vereinigten Staaten wird Tierpornographie als obszön eingestuft, wenn sie nicht den Richtlinien des Miller-Tests entspricht und deswegen nicht öffentlich verkauft, versandt, verbreitet oder über Staatsgrenzen in Staaten verbracht werden darf, wo sie verboten ist. Übertragung über das Internet zählt laut US-Gesetz zu Verbreitung. Produktion und reiner Besitz scheinen legal zu sein, obwohl im Zweifelsfall von einem Gericht in United States v. Extreme Associates die Verbreitung von sexuellem oder obszönem Material angenommen und auch der Besitz verboten wurde (die Entscheidung wurde von der Berufungsinstanz im Dezember 2005 verworfen).
Gleiche Einschränkungen bestehen in Deutschland.
In Neuseeland sind Besitz, Herstellung oder Verbreitung von zoosexuellem Material illegal.
Das Potential als Thema für pornografische Filme wurde schon seit Anfang der Stummfilmära erkannt. Polissons and Galipettes (2002 wiederveröffentlicht als The Good Old Naughty Days) ist eine Sammlung früher französischer Stummfilme für den Gebrauch in Bordellen, die etwas Tierpornographie enthalten und 1905 bis 1930 entstanden sind.
Tierpornographie ist im Internet leicht erhältlich, weil leicht produzierbar und weil Produktion und Verkauf in Ländern wie Dänemark legal sind. Vor der Einführung von Massenmarktmagazinen wie dem Playboy waren sogenannte Tijuana Bibles eine Form pornographischer Schriften, die in Amerika verbreitet war. Sie wurden als Untergrundschriften verkauft und enthielten typischerweise einen Stapel Comics mit Figuren oder Berühmtheiten.
Das Auftauchen von „Stars“ begann mit der Dänin Bodil Joensen in der Zeit von 1969 bis 1972, zusammen mit anderen Pornofilmdarstellern wie den Amerikanerinnen Linda Lovelace (Dogarama, 1969), Chessie Moore (mehrere Filme, ca. 1994), Kerri Downs (drei Filme, 1998) und Calina Lynx (aka Kelly G'raffe) (zwei Filme, 1998). Ein weiterer früher Film, der sich großer Verruchtheit erfreute, war Animal Farm, der um 1980 ohne Angaben zu Produzent oder Herkunft nach Großbritannien geschmuggelt wurde. Der Film wurde später als ein wilder Zusammenschnitt von Bodil Joensens dänischen Filmen aus den 1970ern entlarvt.
In den 1980ern übernahmen die Niederländer die Führung und erfanden Figuren wie „Wilma“ und die „Dutch Sisters“. In den 1980ern wurde „bestiality“ ein Thema in italienischen Pornofilmen mit Darstellerinnen wie Denise Dior, Francesca Ray, und Marina Hedman, wie zum Beispiel in dem Softcorestreifen Bestialità von 1976.
Heute ist die Produktion in Ungarn, wo sie keinen Begrenzungen unterliegt, eine ernstzunehmende Industrie geworden, die zahlreiche Filme und Magazine für niederländische Firmen wie Topscore und Book & Film International produziert. Das Genre hat Stars wie „Hector“, eine deutsche Dogge, die der Star in einigen Filmen ist. Viele ungarische Schauspieler haben am Anfang ihrer Karriere anonym in Tierpornos mitgespielt.
In Japan werden oft japanische und schwedische weibliche Models benutzt, die Fellatio an Tieren vollführen, weil orale Penetration eines nicht-menschlichen Penis nicht zu den Kriterien des sonst sehr konservativen japanischen Zensors gehört. Sakura Sakurada ist ein Pornostar, von dem bekannt ist, dass sie bei Tierpornos mitgespielt hat, speziell in dem Video The Dog Game 2006. Obwohl das Ganze hauptsächlich im Untergrund geschieht, gibt es eine ganze Reihe von Tierpornodarstellerinnen, die sich auf Tierpornofilme spezialisiert haben. Ein Kassenschlager aus den 1980ern, 24 Horas de Sexo Explícito, zeigt auch zoosexuelle Kontakte.
Großbritannien kriminalisiert in Sektion 63 des Criminal Justice and Immigration Act von 2008 den Besitz von realistischen Pornobildern mit zoosexuellen Darstellungen, einschließlich gefälschter Bilder und simulierter Handlungen, genauso wie Bilder von Sex mit toten Tieren, bei deren Produktion gegen kein Gesetz verstoßen wurde. Das Strafmaß geht bis zu zwei Jahre Gefängnis, 2011 wurde eine Strafe von 12 Monaten ausgesprochen.
Pornographie dieser Art ist zum Geschäftsmittel gewisser Spamer wie Jeremy Jaynes und von Besitzern einiger Fake-TGPs, die das Interesse der User mit dem Versprechen auf „extremes“ Material wecken wollen.

## Debatte
Das Thema Zoophilie wird kontrovers diskutiert, es existieren Argumente sowohl gegen als auch für sexuelle Kontakte zwischen Mensch und Tier, die auf religiösen, moralischen, ethischen, psychologischen, medizinischen und gesellschaftlichen Erwägungen beruhen.
Sexuelle Verhältnisse zu Tieren werden im westlichen Kulturkreis aus sittlichen Gründen – von einigen literarischen Erwähnungen wie im Mythos von Minotaurus, Europa, Leda abgesehen – tabuisiert. Es wird darüber hinaus auch die Ansicht vertreten, dass, wer ein Tier als Mittel zu seiner sexuellen Befriedigung benutze, dessen Würde verletze, ungeachtet dessen, ob das Tier Schmerzen bzw. Schaden erleide (siehe Martin Liechti: Die Würde des Tieres). Auch deshalb ist Zoophilie in den letzten Jahren das Feld intensiver und diskutierter Untersuchungen geworden.

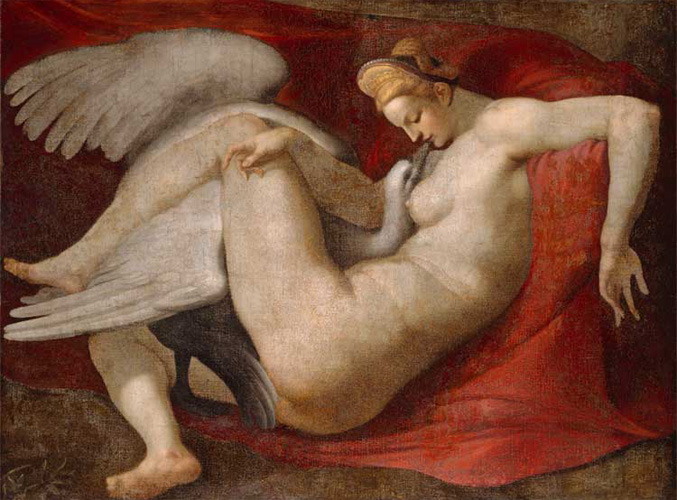
Leda mit dem Schwan, Michelangelo, 16. Jahrhundert

Hani Miletski, eine Sexualtherapeutin, behauptete in ihrer Dissertation 1999, es gebe Hinweise darauf, dass Zoophilie genau wie zum Beispiel Hetero- und Homosexualität eine echte sexuelle Orientierung ist, im Gegensatz zur Lehrmeinung, die sie als Paraphilie klassifiziert.
In der Zusammenfassung ihrer Untersuchung schreibt Andrea Beetz 2002, dass Zoophilie ein Ausdruck der Liebe, der Zuneigung und der sexuellen Anziehung sein könne und nicht notwendigerweise ein Ausdruck von Aggression oder des Drangs zu Dominanz sei, wie bislang allgemein angenommen.
Für beide Studien wurden zoophile Frauen und Männer mit Hilfe von Fragebögen und persönlichen Interviews untersucht. Während gemeinhin sexuelle Mensch-Tier-Kontakte noch als ausnahmslos gewalttätig angesehen wurden, versuchen diese Studien ein differenzierteres Bild zu zeichnen. So sieht Joseph R. Rosenberger schon in einem passiven Verhalten des Tieres eine Zustimmung. Andere Autoren meinen, Tiere könnten den sexuellen Akt durchaus genießen (Miletski/Beetz) oder ihn sogar selbst herbeiführen (Midas Dekkers, 1994). Ein gängiger hierfür als Beispiel benutzter Fall sind Rüden, die sich instinktiv ihrer Zuneigung folgend am Bein ihres Herrchens bzw. Frauchens zu reiben versuchen, wobei der Hundebesitzer dies gewährt oder – in der Regel – unterbindet.
Der utilitaristische Philosoph und Tierrechtsautor Peter Singer argumentiert, dass Zoophilie nicht unethisch sei, solange dem Tier dabei kein Schaden zugefügt oder es in irgendeiner Weise misshandelt wird. Im Artikel „Heavy Petting“ erklärt Singer, dass der sexuelle Kontakt zwischen Menschen und Tieren nicht notwendigerweise missbräuchlich sein muss und dass sich Beziehungen entwickeln könnten, die gegenseitig befriedigend sind. Singer und andere argumentieren, dass Sodomie teilweise aufgrund irrationaler speziesistischer und anthropozentristischer Ansichten abgelehnt wird. Singer schließt jedoch nicht aus, dass es andere Gründe geben könnte, die den sexuellen Kontakt zwischen Menschen und Tieren verbieten.
Sexuelle Kontakte zwischen Mensch und Tier sind ein kontroverses Thema. Es haben sich Argumente dafür und dagegen herausgebildet. Diese Argumente erwachsen unter anderem aus religiösen, moralischen, ethischen, psychologischen, medizinischen und sozialen Überzeugungen.

### Argumente gegen zoosexuelle Kontakte
Zoosexuelle Kontakte werden von der Regierung Großbritanniens als ein zutiefst gestörtes Verhalten angesehen (UK Home Office review on sexual offences, 2002). Andrea Beetz stellt fest, dass es Beweise für eine zoosadistische Art von Sex mit Tieren gebe. Sie argumentiert zudem, dass es auch bei einem nicht-gewalttätigen Verhalten eines Menschen psychische Traumata beim Tier geben könne, sagt allerdings auch, dass in manchen Fällen Sex in gegenseitigem Einverständnis für Mensch und Tier angenehm sein könne.
Wesley J. Smith, leitender Wissenschaftler und Verfechter des Intelligent Design am Center for Science and Culture des konservativen Christian Discovery Institute, argumentiert mit der Menschenwürde: „solch ein Verhalten ist höchst erniedrigend und absolut umstürzlerisch gegenüber der essentiellen Erkenntnis, dass menschliche Wesen einzigartig, speziell und der höchste moralische Wert im bekannten Universum sind – ein Konzept, das sich ‚Menschlicher Exzeptionismus‘ nennt … einer der Gründe, warum zoosexuelles Verhalten durch die Gesetze verdammt wird, ist, dass so ein erniedrigendes Verhalten in inakzeptabler Weise die Menschenwürde untergräbt und ein Angriff auf die unschätzbare Wichtigkeit und den immanenten moralischen Wert des Menschengeschlechts ist.“
Ein weiterer prominenter Kritikpunkt ist, dass zoosexuelle Akte schädlich für die Tiere und in jedem Falle Missbrauch seien, weil Tiere unfähig seien, Zustimmung oder Ablehnung zu zeigen.
Die Humane Society of the United States (HSUS) hat gesagt, dass Tiere nicht die gleiche Denkkapazität wie Menschen hätten und deswegen unfähig seien, Einverständnis zu zeigen. Die HSUS stellt sich auf den Standpunkt, dass alle sexuellen Kontakte zwischen Menschen und Tieren Missbrauch seien, ob sie physische Verletzungen beinhalten oder nicht. In seinem Artikel von 1993 stellte Frank Ascione fest, dass „zoosexuelle Kontakte als Missbrauch angesehen werden können, selbst in den Fällen, wo den Tieren keine körperliche Verletzung zugefügt wird.“ In einem Artikel von 1997 führte Piers Beirne, Professor für Kriminologie an der University of Southern Maine, aus, dass „ein wirkliches Einverständnis zu einer sexuellen Beziehung dann vorliegt, wenn … beide Teilnehmer bewusst, vollkommen informiert sind und es auch wünschen.“

### Argumente für zoosexuelle Kontakte

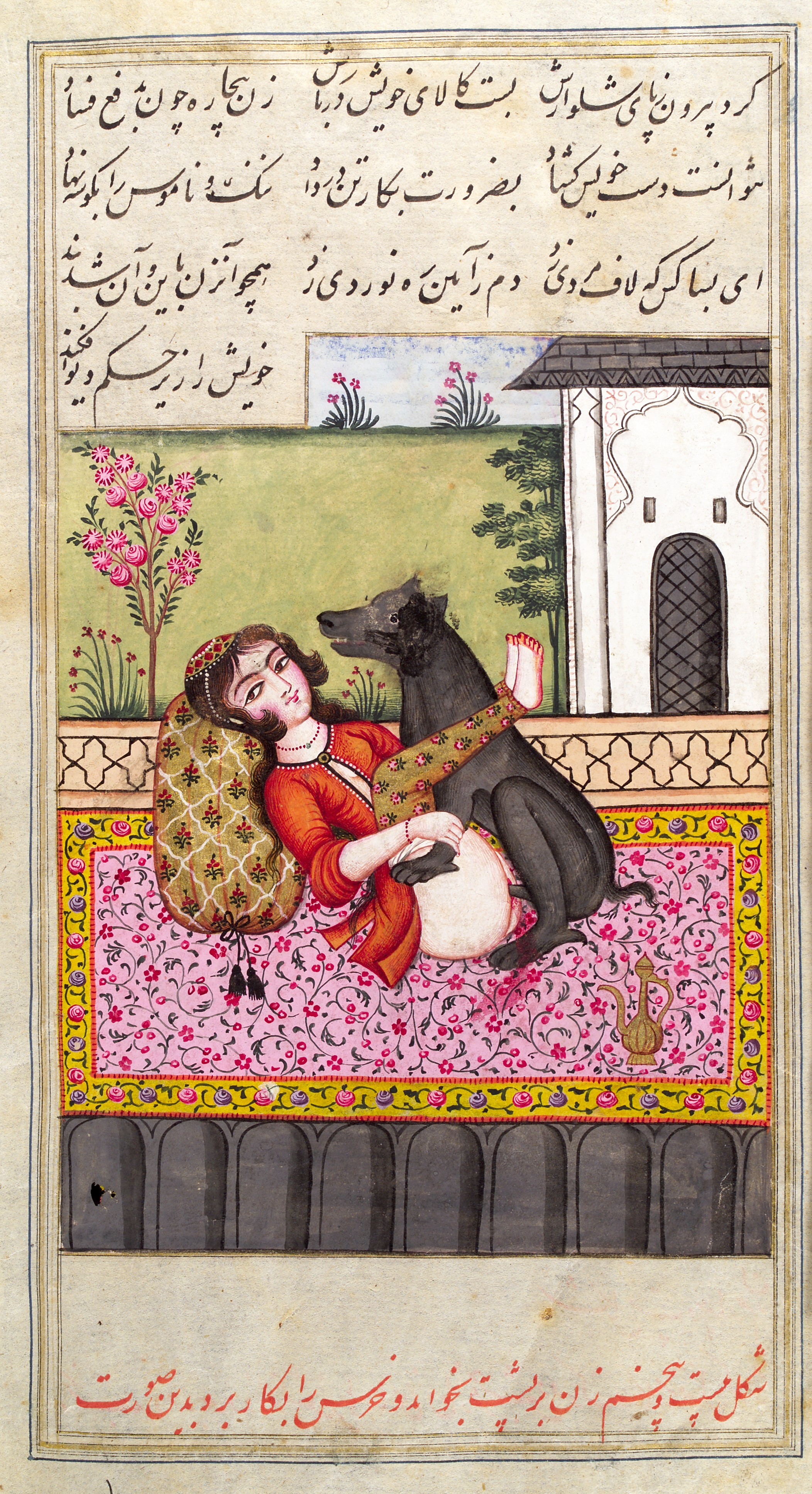
Buchillustration Frau mit Hund, Isfahan, Iran (persische Miniatur aus dem 15. Jahrhundert)

Einige Verteidiger zoosexueller Kontakte argumentieren, dass „Einverständnis“ irrelevant sei, weil bei anderen Handlungen der Menschen (wie Jagd, Tierversuche, künstliche Befruchtung und Schlachten von Tieren zu Nahrungszwecken) das Tier auch nicht nach seinem Einverständnis gefragt wird. Brian Cutteridge nimmt zu diesem Argument wie folgt Stellung:

„Die sexuelle Autonomie der Tiere wird aus Profitgründen regelmäßig durch Handlungen wie [künstliche Befruchtung und Schlachten] verletzt. Solche Prozeduren sind möglicherweise eine größere physische und psychische Beeinträchtigung als zoosexuelle Handlungen, aber bei Diskussionen über sie ist die Frage nach dem Einverständnis nie ein Thema. Dieses ‚Recht‘ der Tiere auf zoosexuelle Handlungen zu beschränken bedeutet, ein Gesetz [gegen zoosexuelle Handlungen] nicht auf der Basis der Vernunft, sondern auf der Basis moralischer Vorurteile zu machen und damit das verfassungsmäßige Recht auf einen fairen Prozess und Gleichheit vor dem Gesetz zu brechen. […] Gesetze, die zoosexuelle Handlungen auf der Basis sozialen Abscheus vor solchen Handlungen und nicht wegen durch solche Handlungen tatsächlich entstehendes Leid sind eine ungerechte und verfassungswidrige Einschränkung der individuellen Freiheit.“

Miletski glaubt: „Tiere sind fähig zu sexueller Zustimmung – sogar Einladung – auf ihre Art.“ Es ist keine ungewöhnliche Praxis für Hunde, mit den Beinen von Menschen beiderlei Geschlechts die Kopulation zu versuchen („rammeln“). Rosenberger (1986) betont, dass der Hund für den Cunnilingus nicht abgerichtet werden muss und sogar Dekkers (1994) und Menniger (1951) gestehen ein, dass Tiere manchmal aus eigenem Impuls die Initiative übernehmen. Diese Unterstützer zoosexueller Handlungen empfinden sogar, dass Tiere manchmal diese sexuelle Zuwendung sogar zu genießen scheinen oder freiwillig die sexuelle Aktivität mit Menschen initiieren. Tiere wie Hunde können bereitwillig an sexuellen Aktivitäten mit Menschen teilnehmen und „scheinen die Aufmerksamkeit durch die sexuelle Interaktion mit dem Menschen zu genießen.“ Tierbesitzer wissen für gewöhnlich, was ihre Tiere möchten oder nicht möchten. Viele Menschen erkennen, wenn ein Tier nicht so wie im Moment gestreichelt werden will, weil es weggeht. Ein Tier, das das Streicheln genießt, drückt sich gegen die Hand und scheint es zu genießen. Für jene, die zoosexuelle Handlungen verteidigen, ist dies die Art, wie Tiere ihr Einverständnis zeigen, oder bei Hunden, wenn sie mit dem Schwanz wedeln.
Zoophile bestehen darauf, dass sie Tiere nicht missbrauchen:

„In anderen neueren Studien spöttelte die Mehrzahl der Zoophilen über die Bemerkung, dass sie Tiere missbrauchen würden und meinten, dass sie das gar nicht täten. Viele betrachten sich nicht nur als zoophil, sondern auch als Tierschützer.“

Jacob M. Appel hat auch für die Entkriminalisierung zoosexueller Kontakte plädiert, mit dem Argument, dass fehlende Zustimmung bei der Diskussion von Mensch-Tier-Sexualkontakten kein zielführendes Konzept sei. Er schrieb, die Gesellschaft sähe „das Halten eines Hundes nicht als Kidnapping an, auch wenn sich der Hund nur im Haus aufhalten muss, was bei einem Menschen klar unethisch sei.“ Er stellt fest, dass Tiere zum Sex untereinander auch kein „Einverständnis“ geben. Nach Appel können solche Beziehungen „neutral oder sogar angenehm für die betroffenen Tiere sein“, und sie seien nur verboten wegen sozialer Tabus und gesetzlicher Schnellschüsse. Er argumentiert, es gäbe keine haltbaren philosophischen Gründe für das Erlassen anti-zoophiler Gesetze, die gewaltfreie zoosexuelle Kontakte verbieten, und dass solche Gesetze ungerecht, irrational und diskriminierend seien. Auch stellte er der derzeitigen negativen Einstellung gegenüber Zoosexualität ihre Akzeptanz in anderen Kulturen der Vergangenheit gegenüber. 2011 hat der US-amerikanische Staatsanwalt Carl Person bestiality zu den „opferlosen Straftaten“ gezählt, von denen er meinte, sie sollten nicht gesetzlich geregelt werden. Später fügte er hinzu, dass er Zoosexualität weder praktiziere noch befürworte und das „nur zum Anheizen in die Debatte geworfen hätte.“
Die Wissenschaft hat vielfach belegt, dass Tiere Sex zu nicht reproduktiven Zwecken haben können und auch haben. 2006 hat der Bericht des dänischen Tierethikrats erkannt, dass ethisch durchgeführte sexuelle Kontakte für alle Beteiligten eine positive Erfahrung sein können, und dass manche Tiere Menschen sexuell attraktiv finden (zum Beispiel Delfine).

### Medienecho
Wegen der Umstrittenheit des Themas gibt es verschiedene Reaktionen der Länder und Regierungen in der Debatte um Bestiality. Oftmals ist der Umgang mit sexuellen Themen rechtlich geregelt. 2005 erneuerte der britische Rundfunkregler Ofcom seinen Kodex mit dem Vermerk, dass Meinungsfreiheit einem demokratischen Staat besonders wichtig sei. Ein erwachsenes Publikum sollte informiert werden über das, was es sehen und hören wird, unter gleichzeitiger Beachtung des Jugendschutzes. Neben anderen Maßnahmen werden solche Beiträge ins Spätprogramm verlegt. Zoophile Aktivitäten und andere sexuelle Themen können zwar diskutiert werden, aber lediglich in einer angemessenen Art und Weise.
Das ITP (britische Zensurbehörde, „Indecent Publications Tribunal“) wurde, nach Verabschiedung des „Films, Videos, and Publications Classification Act“ 1993, durch Institutionen ersetzt, die sowohl die Diskussion solcher Themen als auch das Finden eines Konsenses ermöglichen sollen, und Besitz sowie Bereitstellung von fragwürdigen Materialien wurde zu einer Straftat.
Die Erwähnung in den Medien ist oftmals humorvoller Art, Anspielungen auf Zoosexualität sind nicht ungewöhnlich in einigen Formen der Medien, besonders in erwachsenen Cartoon-Serien wie etwa Family Guy und South Park, in satirischen Komödien wie etwa Borat, und Filmen (besonders in Schockern), während andererseits einige Moderatoren wie etwa Howard Stern (welcher über Bestiality-Sexhotlines auf NBC scherzte) und Tom Binns (dessen XFM London Frühstücks-Show einmal in eine Live-Diskussion über die Ethik von zoophil-pornografischen Filmen während einer Haupt-Kinder-Einschaltzeit mündete) von ihren Sendern für dieses Verhalten abgestraft wurden.
In der Literatur spielt etwa der amerikanische Autor Kurt Vonnegut in seinen Werken The Sirens of Titan, Slaughterhouse Five und God Bless You, Mr. Rosewater auf ein Foto einer Frau an, welche im Begriff ist, Verkehr mit einem Shetlandpony zu haben. Auch Philip K. Dick beschreibt eine Frau im Sexualakt mit einem Shetlandpony in Flow My Tears, the Policeman Said. John Irvings Roman Gottes Werk und Teufels Beitrag erwähnt wiederholt ein pornografisches Bild des Oralverkehrs mit einem Pony. In Clerks 2 organisiert Randal eine Eselshow als Abschiedsgeschenk für seinen besten Freund Dante, was dort von dem männlichen Darsteller als „Interspezies-Erotik“ bezeichnet wird.

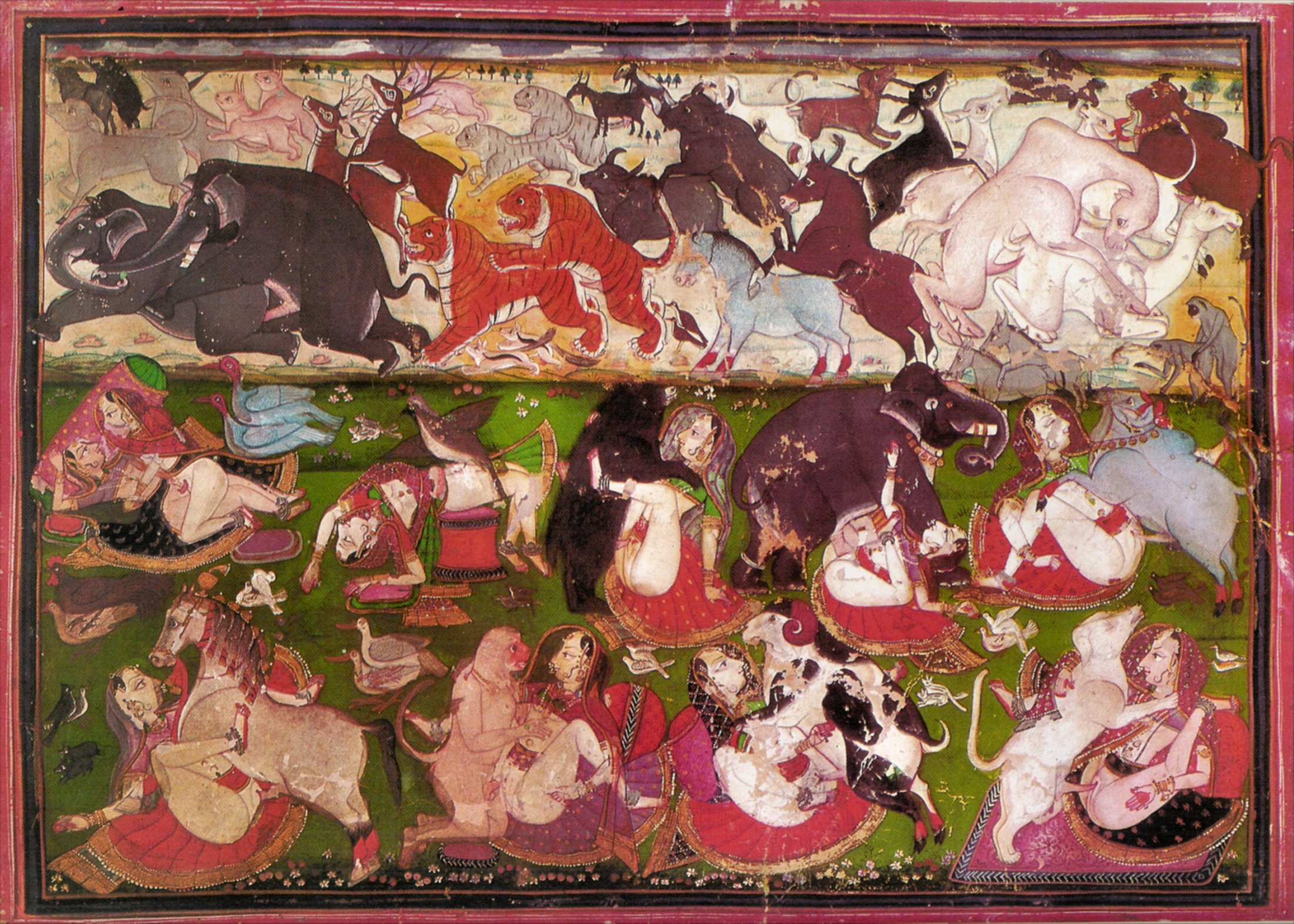
Ein indisches Bild aus dem 18. Jahrhundert, das Frauen bei der Ausübung von Zoophilie zeigt

### Wissenschaftliche und populärwissenschaftliche Literatur
- Martin Liechti (Hrsg.): Die Würde des Tieres. Harald Fischer Verlag, Erlangen 2002, ISBN 3-89131-406-X.
- Alfred C. Kinsey: Der Kinsey-Report. S. Fischer Verlag, Frankfurt.
- Arne Hoffmann: Das Lexikon der Tabubrüche. Schwarzkopf & Schwarzkopf Verlag, ISBN 3-89602-517-1.
- Andrea Beetz: Love, Violence, and Sexuality in Relationships between Humans and Animals. Shaker Verlag, Aachen, ISBN 3-8322-0020-7.
  - Bestiality and Zoophilia. 2005, ISBN 1-55753-412-8.
- Curt Marasotti, F. Auer: Sodomie: Lust oder Laster. Odörfer Verlag, Leinburg, ISBN 3-924891-20-6.
- Hani Miletski: Understanding Bestiality and Zoophilia. East-West Publishing, 2002, ISBN 0-9716917-0-3.
  - Bestiality – Zoophilia: An exploratory study. Diss., The Institute for Advanced Study of Human Sexuality, San Francisco 1999.
- Josef Massen: Zoophilie, die sexuelle Liebe zu Tieren. Pinto Press Verlag, Koeln, ISBN 3-930387-15-8.
- Midas Dekkers: Geliebtes Tier. Die Geschichte einer innigen Beziehung. btb Verlag, München 2003, ISBN 3-442-73165-8.
- Colin J. Williams, Martin S. Weinberg: Zoophilia in Men: a study of sexual interest in animals. In: Archives of sexual behavior. Band 32, Nr. 6, Dezember 2003, S. 523–535.
- S. Dittert, O. Seidl, M. Soyka: Zoophilie zwischen Pathologie und Normalität: Darstellung dreier Kasuistiken und einer Internetbefragung. In: Der Nervenarzt. Band 61, Heft 1, 2005, S. 61–67.
- Marion Nasswetter: Eine klinisch-psychologische online Studie über Zoophilie. Diplomarbeit Universität Wien 2010 (Weblink mit Volltext).
- Christiane Eichenberg, Benjamin Surangkanjanajai: Zoophilie. Eine Online-Befragungsstudie zur Ätiologie und Rolle des Internet. Zeitschrift für Sexualforschung, Thieme-Verlag, Band 25.2012, Heft 2, S. 131–150.
- Gieri Bolliger: Sexualität mit Tieren – eine rechtliche Betrachtung. Schulthess Juristische Medien, Zürich/Basel/Genf 2011, ISBN 978-3-7255-6447-7.
- Gaston Dubois-Dessaule: Etude sur la bestialité au point de vue historique, médical et juridique (The Study of Bestiality from the Historical, Medical and Legal Viewpoint). Paris 1905.
  - Reprint 2003: Gaston Dubois-Desaulle: Bestiality: An Historical, Medical, Legal, and Literary Study. University Press of the Pacific, 1. November 2003, ISBN 1-4102-0947-4 (Paperback Ed.).
- A. F. Neimoller:
  - Bestiality and the Law: A Resume of the Law and Punishments for Bestiality with Typical Cases from Fifteenth Century to the Present (1946)
  - Bestiality in Ancient and Modern Times: A Study of the Sexual Relations of Man and Animals in All Times and Countries (1946).
- Marie-Christine Anest: Zoophilie, homosexualite, rites de passage et initiation masculine dans la Greece contemporaine (Zoophilia, homosexuality, rites of passage and male initiation in contemporary Greece). 1994, ISBN 2-7384-2146-6.
- Alfred Ellison: Sex Between Humans & Animals: The Psycho-Mythic Meaning of Bestiality. Academy Press, San Diego 1970 (Paperback, Band 1 und 2).
- Hans von Hentig: Soziologie der zoophilen Neigung (Sociology of the Zoophile Preference). Enke, Stuttgart 1962.
- Edwin Harris: Animals as Sex Partners. 1969.
- Havelock Ellis: Studies in the psychology of sex. Band V (1927) ch.4
 covering Animals as Sources of Erotic Symbolism – Mixoscopic Zoophilia – Erotic Zoophilia – Zooerastia – Bestiality – The Conditions that Favor Bestiality – Its Wide Prevalence Among Primitive Peoples and Among Peasants – The Primitive Conception of Animals – The Goat – The Influence of Familiarity with Animals – Congress Between Women and Animals – The Social Reaction Against Bestiality (gutenberg.org).
- Richard Kahn: Zoophilia and Bestiality: Cross-cultural Perspectives. In: Marc Bekoff (Hrsg.): Encyclopedia of Human-Animal Relationships. Greenwood Press, 2007.
- A. Lindzey: “On Zoophilia”. The Animals’ Agenda. Westport Mai/Juni 2000. Band 20, Nr. 3, S. 29.
- Anthony L. Podberscek, Elizabeth S. Paul, James A. Serpell (Hrsg.): Companion Animals and Us: Exploring the Relationships between People and Pets. Cambridge University Press, ISBN 978-0-521-63113-6.
- Roland Grassberger: Die Unzucht mit Tieren (Sex with Animals). 1968.
- Midas Dekkers: Dearest Pet: On Bestiality. ISBN 978-1-85984-310-9.
- Otto Soyka: Beyond the Boundary of Morals.
- Joachim Renzikowski: Primat des Einverständnisses? Unerwünschte konsensuelle Sexualitäten. In: U. Lembke (Hrsg.): Regulierungen des Intimen, Geschlecht und Gesellschaft. Springer Fachmedien, Wiesbaden 2017, ISBN 978-3-658-11749-8, S. 197–213.

### Nichtwissenschaftliche Literatur
- Mark Matthews: The Horseman: Obsessions of a Zoophile. ISBN 978-0-87975-902-5 (vergriffen). Deutsche Übersetzung:
- Mark Matthews: Der Pferdemann. 2. Auflage. Books on Demand, Norderstedt, ISBN 3-8334-0864-2 (vergriffen, als freier Text auf pferdemann.info).
- Marjorie B. Garber: Dog Love. ISBN 978-0-641-04272-0.
- Robert Hough: The Final Confession Of Mabel Stark. (Stark was the world’s premier tiger trainer of the 1920s, specializing in highly sexualized circus acts. She wore white outfits to hide the tiger’s semen during mating rituals and foreplay, which the audience took to be vicious attacks.)
- Birgit Schröder (Hrsg.): Verschwiegenes Tierleid – Sexueller Missbrauch an Tieren. Schröder Verlag, Windhagen 2006, ISBN 3-00-017726-4.
- Andrea Camilleri: Il sonaglio, Roman. Sellerio Editore, Palermo 2009 (deutsch: Der Hirtenjunge, deutsch von Moshe Kahn. Kindler, Reinbek bei Hamburg 2013, ISBN 978-3-463-40605-3.)

### Artikel in Druck oder online
- The Joy Of Beasts (3. Dezember 2000, Independent on Sunday, UK)
- Heavy Petting. (2001, Peter Singer Nerve.com)
- Wardell Pomeroy (Co-Autor des Kinsey-Report): Sexual Contact With Animals  (Oktober 1977)
- All opposed, say “neigh” (Memento vom 18. April 2008 im Internet Archive) (1999, RiverFront Times, discussing the British documentary and Missouri’s legislation)
- A Goat’s Eyes are so Beautiful (Memento vom 10. März 2012 im Internet Archive) (Mai 2004) “Tanya Gold, reviewing the Edward Albee play, finds that love affairs with pets are not as unusual as you’d think.”

### Film, Fernsehen, Rundfunk
- Animal passions (Teil der Serie Hidden Love, 1999, Fortsetzung 2004, Channel 4, UK) Dokumentation über Zoophilie
- Sexe et confidences (April 2002, CBSC Decision C01/02-329, Canada): Einstündiges Informationsprogramm von Sexologist Louise-Andrée Saulnier über Zoophilie.
- Talk Sport Radio (Dezember 2002, UK): Ein Talkshow-Interview mit einem Zoophilen, gefolgt von einer Diskussion.
- Animal Lovers – Interview with a Zoophile. Videointerview mit einem Zoophilen
- Animal Love (1995, Ulrich Seidl, Austria)
- Wilde Kreaturen, 1997, schwarzhumorige Komödie mit John Cleese und Jamie Lee Curtis
- Zoo (2007), eine Dokumentation über das Leben und den Tod von Kenneth Pinyan, und die Personen, die aus dem gleichen Grund nach Enumclaw kamen. Eine der 16 von 856 Kandidaten, die für das Sundance Film Festival 2007 nominiert wurden.
- Sleeping Dogs Lie (auch Stay): Eine romantische Komödie, in der die Verlobung eines Paares auf die Probe gestellt wird, als sie ihrem Verlobten beichtet, dass sie Oralverkehr mit ihrem Hund hatte.
- Vase de Noces, ein kontroverser belgischer Kunstfilm über die verstörende sexuelle Partnerschaft zwischen einem Mann und seinem Schwein.